# Classe Tegetthoff
A Classe Tegetthoff, também chamada de Classe Viribus Unitis, foi uma classe de navios couraçados operados pela Marinha Austro-Húngara, composta pelo SMS Viribus Unitis, SMS Tegetthoff, SMS Prinz Eugen e SMS Szent István. Suas construções começaram no início da década de 1910; os batimentos das quilhas das duas primeiras embarcações ocorreram em 1910, enquanto das últimas duas aconteceram em 1912. O Viribus Unitis, Tegetthoff e Prinz Eugen foram construídos pelos estaleiros da Stabilimento Tecnico Triestino em Trieste, enquanto Szent István foi construído pela Ganz-Danubius em Fiume, assim ambas as partes da monarquia dual da Áustria-Hungria se envolveram.
O Viribus Unitis foi comissionado na frota austro-húngara em dezembro de 1912, seguido pelo Tegetthoff em julho de 1913 e pelo Prinz Eugen em julho de 1914. Entretanto, os estaleiros da Ganz-Danubius eram muito menores do que aqueles da Stabilimento Tecnico Triestino, o que fez com que a construção do Szent István atrasasse muito, atraso este piorado pelo início da Primeira Guerra no final de julho de 1914, com o navio só sendo comissionado em dezembro de 1915. Isto foi muito tarde para que ele participasse do Bombardeio de Ancona, em que os outros três couraçados tomaram parte imediatamente depois da Itália ter declarado guerra contra a Áustria-Hungria em maio de 1915.
Com o início da guerra, todos os navios foram designados para integrarem a 1ª Divisão de Couraçados e ficaram estacionados na base naval de Pola. Os quatro, depois do ataque contra Ancona e o comissionamento do Szent István, tiveram poucas oportunidades de combate devido à Barragem de Otranto, que impediu que a frota de superfície da Marinha Austro-Húngara deixasse o Mar Adriático. Os astro-húngaros tentaram romper o bloqueio em junho de 1918 com um grande ataque que tinha o objetivo de garantir passagem segura para u-boots, porém a operação foi abandonada depois do Szent István ter sido afundado por uma lancha torpedeira italiana na manhã do dia 10 de junho.
Em outubro de 1918, com a Áustria-Hungria à beira da derrota, os navios foram transferidos para o recém declarado Estado dos Eslovenos, Croatas e Sérvios para não serem tomados pelos Aliados. O Viribus Unitis foi renomeado para Jugoslavija, porém foi afundado por explosivos um dia depois. O Armistício de Villa Giusti de novembro de 1918 não reconheceu as transferências. Depois da assinatura do Tratado de Saint-Germain-en-Laye em setembro de 1919, o Prinz Eugen foi transferido para a França e afundado como alvo de tiro em 1922, enquanto o Tegetthoff foi entregue a Itália e desmontado entre 1924 e 1925. Os destroços do Viribus Unitis foram desmontados na década de 1920.

## Antecedentes

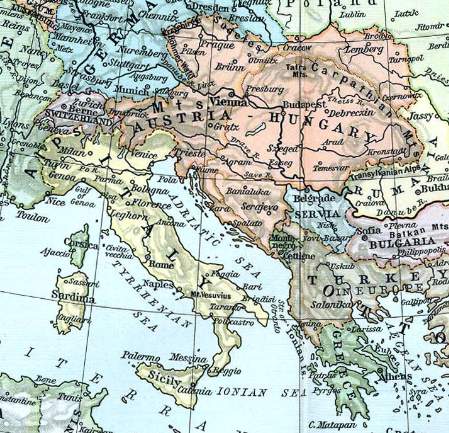
Mapa da Áustria-Hungria e Itália em 1911, com o Mar Adriático entre os dois

A Liga Naval Austríaca foi estabelecida em setembro de 1904, enquanto no mês seguinte o vice-almirante conde Rudolf Montecuccoli foi nomeado para os cargos de Comandante da Marinha e Chefe da Seção Naval dentro do Ministério da Guerra. Com isso, a Marinha Austro-Húngara começou um programa de expansão naval que tinha a intenção de igualar a Áustria-Hungria com as outras grandes potências europeias. Montecuccoli imediatamente foi atrás dos mesmos esforços defendidos pelo almirante barão Hermann von Spaun, seu predecessor, e começou a fazer pressão por uma marinha expandida e modernizada.
Além dos próprios planos de Montecuccoli para a marinha, existiam outras motivações adicionais que levaram ao desenvolvimento da Classe Tegetthoff. Novas ferrovias tinham sido construídas entre 1906 e 1908 através dos passos alpinos, conectando Trieste e o litoral da Dalmácia com o resto do império. Impostos mais baixos no porto de Trieste ajudaram na expansão da cidade e também no crescimento similar da marinha mercante austro-húngara. Estas mudanças necessitaram o desenvolvimento de novos navios couraçados capazes de fazerem mais do que apenas defenderem o litoral da Áustria-Hungria.
Poderio naval, antes da virada do século, não tinha sido uma prioridade da política externa do império e a marinha atraia pouco interesse ou apoio público. Entretanto, a nomeação em setembro de 1902 do arquiduque Francisco Fernando, herdeiro do trono austro-húngaro e um grande proponente da expansão naval, para a posição de almirante aumentou muito a importância da marinha nos olhos do público e também dos parlamentos austríaco e húngaro. O interesse de Francisco Fernando vinha principalmente de sua crença de que uma marinha forte seria necessária para competir com a Itália, que ele enxergava como a maior ameaça regional da Áustria-Hungria.
Os couraçados da Classe Tegetthoff foram autorizados quando a Áustria-Hungria estava em uma corrida armamentista contra a Itália, que era, pelo menos nominalmente, sua aliada. A Marinha Real Italiana era considerada a potência naval mais importante da região, com a qual a Áustria-Hungria frequentemente se comparava desfavoravelmente. A disparidade entre as marinhas dos dois países já existia há décadas; no final da década de 1880, a Itália tinha a terceira maior frota naval do mundo, atrás apenas da Marinha Real Britânica e da Marinha Nacional Francesa. Essa disparidade foi um pouco equalizada pelo crescimento da Marinha Imperial Russa e da Marinha Imperial Alemã, que superaram a Marinha Real Italiana em 1893 e 1894, respectivamente, porém o equilíbrio começou a pender de volta em favor da Itália em meados de 1903, com os italianos reivindicando na época possuírem dezoito pré-dreadnoughts em serviço ou em construção, comparado a apenas seis couraçados austro-húngaros.
Os italianos, após os dois últimos couraçados da Classe Regina Elena, decidiram construir cruzadores blindados em vez de mais couraçados. Além disso, uma investigação governamental sobre um escândalo nos contratos de aço fez com que vários programas de construção naval fossem adiados por três anos. Isto significou que a Marinha Real Italiana só iria iniciar a construção de um novo couraçado em 1909, dando assim a oportunidade para a Áustria-Hungria abordar a disparidade entre as duas marinhas.

### Corrida armamentista

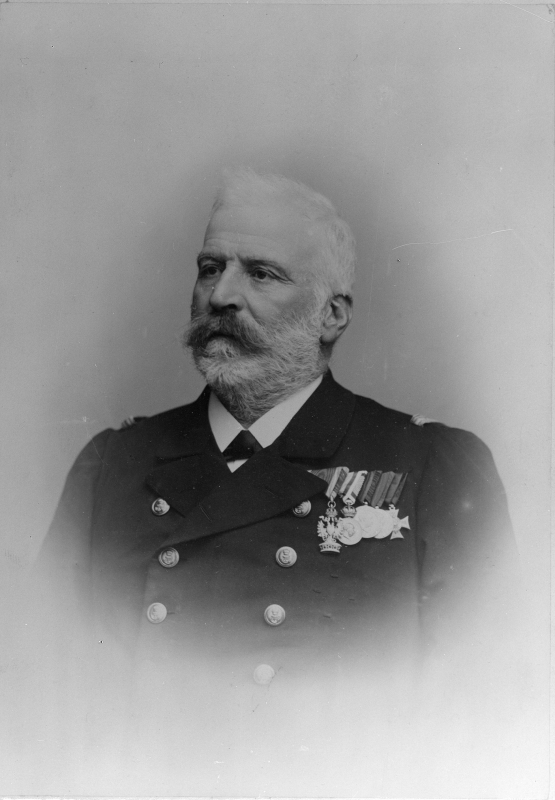
Rudolf Montecuccoli, defensor da modernização da frota austro-húngara

A vantagem naval italiana parecia tão grande em 1903 que a dificuldade austro-húngara em alcançar a Marinha Real Italiana, muito menos superá-la, parecia quase impossível. Porém, os eventos mudaram, decorrência da revolução tecnológica criada pelo lançamento, em 1906, do britânico HMS Dreadnought e pela corrida armamentista naval anglo-germânica que se seguiu. O valor de couraçados pré-dreadnoughts rapidamente caiu e as embarcações de diversas marinhas europeias ficaram obsoletas, dando uma oportunidade para a Áustria-Hungria compensar pela negligência naval do passado. Além disso, a situação financeira interna do país tinha melhorado depois do compromisso austro-húngaro de 1867 e Francisco Fernando e Montecuccoli estavam em boa posição para defenderem a construção de uma nova classe de couraçados modernos, criando consequentemente uma situação ideal para o surgimento da Classe Tegetthoff.
Montecuccoli esboçou, em 1905, uma primeira proposta para uma frota austro-húngara moderna. Ela consistiria em doze couraçados, quatro cruzadores blindados, oito cruzadores de reconhecimento, dezoito contratorpedeiros, 36 barcos torpedeiros de alto-mar e seis u-boots. Estes planos eram ambiciosos, mas não continham navios do tamanho da Classe Tegetthoff. Outras propostas vieram de fora do Setor Naval do Ministério da Guerra. Ivan Šusteršič, um político esloveno e grande proponente do trialismo, apresentou uma proposta ao Conselho Imperial em 1905 que pedia a construção de outros nove couraçados. A Liga Naval Austríaca também apresentou propostas para a construção de vários couraçados, peticionando à Seção Naval em março de 1909 pela construção de três couraçados de dezenove mil toneladas. A Liga justificou sua proposta afirmando que uma marinha forte seria necessária para proteger a crescente marinha mercante austro-húngara, além de que os gastos navais da Itália eram duas vezes maiores do que da Áustria-Hungria.
Depois da finalização da construção de todas as embarcações da Classe Radetzky, os últimos couraçados pré-dreadnought da Áustria-Hungria, Montecuccoli apresentou à Marinha Austro-Húngara sua primeira proposta para couraçados dreadnought. Ele aproveitou-se do apoio político para uma expansão naval, tanto na parte austríaca quanto na parte húngara do império, e também dos medos austríacos de uma guerra contra a Itália por causa da Crise Bósnia, até então em andamento, e enviou, em janeiro de 1909, um novo memorando ao imperador Francisco José I propondo uma marinha maior, que seria formada por dezesseis couraçados, doze cruzadores, 24 contratorpedeiros, 72 barcos torpedeiros de alto-mar e doze u-boots. Isto era uma versão modificada de seu plano original de 1905, porém desta vez incluía quatro couraçados extras de deslocamento de vinte mil toneladas. Estes navios tornariam-se a Classe Tegetthoff.
| Poderio naval da Itália e Áustria-Hungria em maio de 1909 | Poderio naval da Itália e Áustria-Hungria em maio de 1909 | Poderio naval da Itália e Áustria-Hungria em maio de 1909 | Poderio naval da Itália e Áustria-Hungria em maio de 1909 | Poderio naval da Itália e Áustria-Hungria em maio de 1909 | Poderio naval da Itália e Áustria-Hungria em maio de 1909 |
| --------------------------------------------------------- | --------------------------------------------------------- | --------------------------------------------------------- | --------------------------------------------------------- | --------------------------------------------------------- | --------------------------------------------------------- |
| Tipo                                                      | Itália                                                    | Itália                                                    | Áustria-Hungria                                           | Áustria-Hungria                                           | Razão de tonelagem                                        |
| Tipo                                                      | Número                                                    | Tonelagem                                                 | Número                                                    | Tonelagem                                                 | Razão de tonelagem                                        |
| Couraçados                                                | 10 (2 em construção)                                      | 124 112 t                                                 | 9 (3 em construção)                                       | 73 863 t                                                  | 1,7:1                                                     |
| Cruzadores blindados                                      | 8 (2 em construção)                                       | 59 869 t                                                  | 3                                                         | 18 992 t                                                  | 3,1:1                                                     |
| Cruzadores protegidos                                     | 6 (1 em construção)                                       | 14 605 t                                                  | 6                                                         | 16 727 t                                                  | 0,9:1                                                     |
| Barcos torpedeiros                                        | 6                                                         | 3 110 t                                                   | 6                                                         | 2 730 t                                                   | 1,1:1                                                     |
| Contratorpedeiros                                         | 17 (2 em construção)                                      | 5 698 t                                                   | 8 (4 em construção)                                       | 3 200 t                                                   | 1,8:1                                                     |
| Torpedeiros de alto-mar                                   | 8 (8 em construção)                                       | 5 936 t                                                   | 17 (7 em construção)                                      | 3 400 t                                                   | 1,7:1                                                     |
| Torpedeiros costeiros                                     | 59                                                        | 5 254 t                                                   | 28 (14 em construção)                                     | 2 410 t                                                   | 2,1:1                                                     |
| Submarinos                                                | 7 (5 em construção)                                       | 1 155 t                                                   | 2 (6 em construção)                                       | 474 t                                                     | 2,4:1                                                     |
| Total                                                     | 121 (20 em construção)                                    | 219 759 t                                                 | 79 (34 em construção)                                     | 121 769 t                                                 | 1,8:1                                                     |

### Propostas
A Marinha Austro-Húngara enviou, em outubro de 1908, especificações dos couraçados da Classe Tegetthoff para os estaleiros da Stabilimento Tecnico Triestino em Trieste, que por sua vez contratou o arquiteto naval Siegfried Popper para produzir um projeto. Dois meses depois, a Seção Naval do Ministério da Guerra começou uma competição para o projeto dos navios, com o objetivo de possuir desenhos alternativos para aquele que estava sendo desenvolvido pela Stabilimento Tecnico Triestino.
Francisco José aprovou o plano de Montecuccoli em janeiro de 1909 e ele foi repassado e circulou pelos governos de Viena e Budapeste. Popper apresentou cinco desenhos pré-projetos em março. Estes eram, em essência, versões maiores da predecessora Classe Radetzky e não possuíam as torres de artilharia triplas que acabariam por ser instaladas na Classe Tegetthoff. Popper voltou com um novo conjunto de propostas em abril, chamadas de "Variante VIII", que incluía as torres triplas. O memorando de Montecuccoli foi parar nos jornais italianos no mesmo mês, causando histeria entre o público e os políticos italianos. A Marinha Real Italiana usou as notícias como justificativa para iniciarem um novo programa de construção de couraçados. Consequentemente, o Dante Alighieri teve sua construção iniciada em junho em Castellammare di Stabia.

## Financiamento

### Crise orçamentária

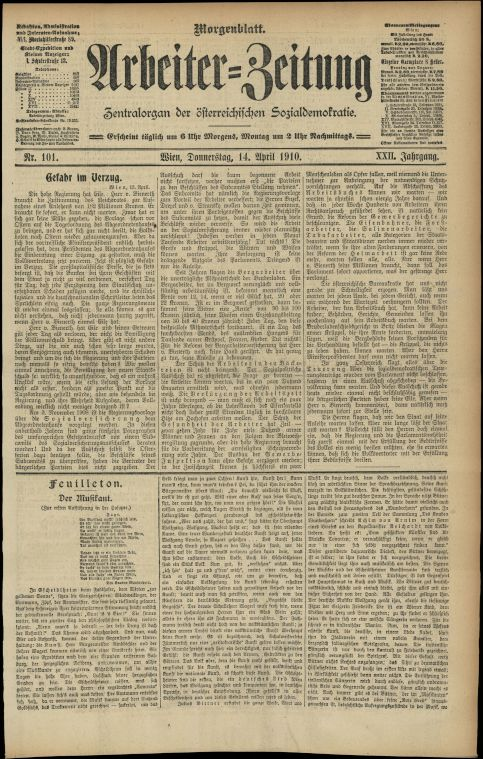
Primeira página do Arbeiter-Zeitung de 14 de abril de 1910, que revelou o acordo de construção para a Classe Tegetthoff

O desenvolvimento do Dante Alighieri deixou a Marinha Austro-Húngara em uma situação precária. A construção do couraçado italiano ocorreu principalmente por causa do vazamento do memorando de Montecuccoli, enquanto a proposta para a construção dos quatro novos navios da Áustria-Hungria ainda estava nos estágios de planejamento. Complicando ainda mais a questão estava a queda do governo de Sándor Wekerle em Budapeste, que deixou a Dieta da Hungria sem um primeiro-ministro por quase um ano. Os esforços para conseguir financiamento para embarcações e consequentemente o início das construções foi paralisado sem um governo húngaro para aprovar um orçamento.
A crise orçamentária também afetou indústrias com relações próximas com a marinha, particularmente as siderúrgicas Witkowitzer Bergbau e Škoda-Werken. Como o SMS Zrínyi da Classe Radetzky era na época o único couraçado austro-húngaro ainda em construção na Stabilimento Tecnico Triestino, várias companhias de construção naval na Áustria se ofereceram para começar a construção de três couraçados dreadnought com dinheiro próprio em troca da promessa do governo de que os navios seriam comprados assim que o impasse orçamentário fosse resolvido. Houve negociações envolvendo os ministérios da guerra, relações exteriores e economia, com a marinha concordando com a oferta, porém o número de embarcações que seriam construídas sem a aprovação de um orçamento foi reduzido para apenas duas. O marechal de campo conde Franz Conrad von Hötzendorf, Chefe do Estado-Maior, trabalhou para, caso as negociações orçamentárias falhassem, firmar acordos a fim de vender os navios para um "aliado confiável", o que naquela época significaria apenas a Alemanha.
Esse acordo permaneceu em sigilo para impedir uma possível repercussão negativa sobre questões constitucionais, pois a construção desses dois couraçados comprometeu a Áustria-Hungria a pagar aproximadamente 120 milhões de coroas sem aprovação prévia do Conselho Imperial austríaco e da Dieta húngara. Montecuccoli esboçou várias explicações para a construção dos couraçados e a necessidade de manter suas existências em segredo para o caso do acordo vazar para a imprensa antes da aprovação de um orçamento naval. Estas explicações incluíam desde a necessidade urgente da marinha de responder ao crescimento naval italiano e até o desejo de negociar um preço mais baixo com os construtores. O acordo mesmo assim vazou para o público em 14 de abril de 1910 pelo Arbeiter-Zeitung, o jornal do Partido Social-Democrata Operário, porém nessa época os planos já tinham sido finalizados e a construção dos dois primeiros navios estava prestes a começar.

### Custos
Os custos dos couraçados da Classe Tegetthoff foram enormes para os padrões que a Marinha Austro-Húngara estava acostumada. Enquanto as predecessoras classes Habsburg, Erzherzog Karl e Radetzky custaram, respectivamente, 18, 26 e 40 milhões de coroas por navio, cada uma das embarcações da Classe Tegetthoff tinha um custo projetado de sessenta milhões de coroas. A marinha tinha recebido, em 1907 e 1908, um orçamento que ficava entre 63,4 e 73,4 milhões de coroas, que na época foi considerado um orçamento inflado devido a construção dos dois últimos navios da Classe Radetzky. Montecuccoli ficou preocupado que o público em geral e os parlamentos austríaco e húngaro iriam rejeitar a necessidade de navios caros, especialmente logo depois de uma crise em Budapeste. O grande aumento de despesas significou que a marinha gastou por volta de 100,4 milhões de coroas em 1909, uma quantia enorme para a época. Isto foi feito com o objetivo de acelerar a finalização da Classe Radetzky, porém a iminente construção dos quatro dreadnoughts significava que a Marinha Austro-Húngara teria de pedir ao governo um orçamento anual muito maior que cem milhões de coroas.
O arquiduque Francisco Fernando pessoalmente conversou com o barão Albert Salomon von Rothschild a fim de conseguir o apoio monetário de sua família para o financiamento da construção até o governo imperial conseguir aprovar um orçamento e comprar os navios. Isto foi feito porque a família Rothschild austríaca era a proprietária da Witkowitzer Bergbau, do banco Creditanstalt e também tinha grandes participações na Škoda-Werken e na Stabilimento Tecnico Triestino.

### Aprovação
Os orçamentos para a Classe Tegetthoff foram finalmente aprovados depois de duas reuniões do Conselho Imperial austríaco e da Dieta húngara em outubro e novembro de 1910, com a oposição tendo sido rejeitada pelo fato da Marinha Real Italiana ter iniciado a construção de mais três couraçados entre junho e agosto. A passagem retroativa do orçamento de 1910 e aprovação do orçamento de 1911 ocorreu entre dezembro de 1910 e março de 1911 contra pouca oposição. O conde István Tisza, que venceu as eleições parlamentares húngaras de 1910, mas escolheu deixar que o conde Károly Khuen-Héderváry formasse o governo, garantiu a aprovação dos orçamentos por meio de sua grande maioria parlamentar. Isto ocorreu depois que foi concordado que um dos couraçados seria construído pelos estaleiros húngaros da Ganz-Danubius em Fiume. Os aliados políticos de Tisza também foram convencidos com subornos, como nomeações para o conselho diretivo da companhia de navegação Adria Linie.
A aprovação dos orçamentos pelo Conselho Imperial foi relativamente fácil. Karel Kramář, líder do Partido Nacional Liberal tcheco, apoiou os orçamentos sob a justificativa de que ele tinha "um certo fraco pela marinha". Šusteršič, líder do bloco esloveno, reuniu apoio ao argumentar que os navios eram do interesse da marinha e também do povo esloveno. Políticos germânicos apoiaram as obras por argumentarem que sua existência faria da Áustria-Hungria uma aliada mais poderosa para a Alemanha. O pacote final continha provisões de que os armamentos e blindagens seriam construídos na Áustria, enquanto a fiação elétrica e equipamentos de bordo de todos os navios seriam montados na Hungria. Além disso, metade das munições dos quatro couraçados seriam compradas na Áustria, enquanto a outra metade seria comprada na Hungria.
Apenas o Partido Social-Democrata Operário foi contra os orçamentos. Seu líder, Karl Seitz, criticou as relações cada vez piores com a Itália e pediu negociações com os italianos com o objetivo de colocar um fim para a corrida armamentista naval entre os dois países. Essa proposta não conseguiu atrair muito apoio fora do partido de Seitz. Os orçamentos foram aprovados nos dois parlamentos com grandes maiorias, garantindo a resolução das questões financeiras acerca da construção dos navios.

## Projeto

### Características

Diagrama da bateria principal da Classe Tegetthoff

A Classe Tegetthoff foi projetada pelo arquiteto naval Siegfried Popper. Os navios tinham um comprimento de fora a fora de 152 metros, boca de 27,9 metros e calado que chegava a 8,7 metros quando totalmente carregado. Foram projetados com um deslocamento de vinte mil toneladas, porém esse valor podia chegar em até 21 670 toneladas quando totalmente carregados com suprimentos de combate. Havia várias diferenças entre os três couraçados que foram construídos pela Stabilimento Tecnico Triestino e o único construído pela Ganz-Danubius. Os cascos foram construídos com um fundo duplo de 1,22 metros de profundidade, com um interior reforçado que consistia de duas camadas de placas de 25 milímetros. Isto foi projetado por Popper com a intenção de proteger as embarcações de minas navais, porém esta proteção falhou no caso do Viribus Unitis e do Szent István. A Classe Tegetthoff também foi equipada com dois suportes de telêmetros ópticos Barr and Stroud de 2,74 metros de diâmetro, localizados nos lados bombordo e estibordo para as armas secundárias. Estes telêmetros eram equipados com uma cúpula blindada, dentro da qual ficava uma metralhadora antiaérea Schwarzlose M.07/12 de oito milímetros.
O Szent István, por ter sido o único construído fora de Trieste, tinha algumas diferenças externas quando comparado a seus outros irmãos. Estas diferenças incluíam uma plataforma adicional construída ao redor de sua chaminé dianteira, que saía da ponte de comando e ia até a chaminé traseira, sobre a qual holofotes foram instalados. Outro elemento único era um tronco de ventilador modificado na frente do mastro principal. Os telêmetros do Szent István tinham um suporte blindado virado em noventa graus para a direita em relação à aqueles dos outros três couraçados; isto foi feito para criar um alvo menor na lateral na embarcação. A característica distinta mais perceptível do Szent István era a completa ausência de redes de torpedos, tendo sido o único navio da classe que não foi equipado com uma. Entretanto, as outras três embarcações da classe tiveram suas redes removidas em junho de 1917. Os quatro membros da Classe Tegetthoff tinham uma tripulação formada por 1 087 oficiais e marinheiros.

### Propulsão

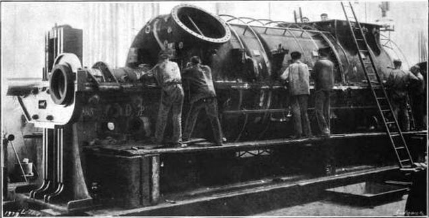
Uma das turbinas do Tegetthoff

As diferenças entre os três couraçados construídos pela Stabilimento Tecnico Triestino e aquele pela Ganz-Danubius eram mais notáveis no quesito da propulsão. Enquanto o Viribus Unitis, Tegetthoff e Prinz Eugen eram impulsionados por quatro turbinas a vapor Parsons que moviam quatro hélices, o Szent István possuía apenas duas turbinas e duas hélices. Essas turbinas ficavam em salas de máquinas separadas e eram alimentadas pelo vapor gerado por doze caldeiras Babcock & Wilcox a carvão. Os navios foram projetados para produzirem um total de 26,4 ou 27 mil cavalos-vapor (19,6 ou 20,1 quilowatts), o que teoricamente era o suficiente para manter uma velocidade máxima de vinte nós (37 quilômetros por hora). Foi relatado que, durante seus testes marítimos, o Tegetthoff conseguiu alcançar uma velocidade máxima de 19,75 nós (36,58 quilômetros por hora), porém não se sabe a real velocidade máxima dos navios da classe, pois os dados e registros dos testes marítimos dos quatro couraçados foram perdidos depois da guerra. Cada embarcação carregava 1,8 mil toneladas de carvão e mais 267,2 toneladas de óleo combustível que era borrifado no carvão com o objetivo de aumentar sua taxa de queima. A Classe Tegetthoff podia navegar por 4,2 mil milhas náuticas (7,8 mil quilômetros) a uma velocidade de dez nós (dezenove quilômetros por hora).

### Armamento

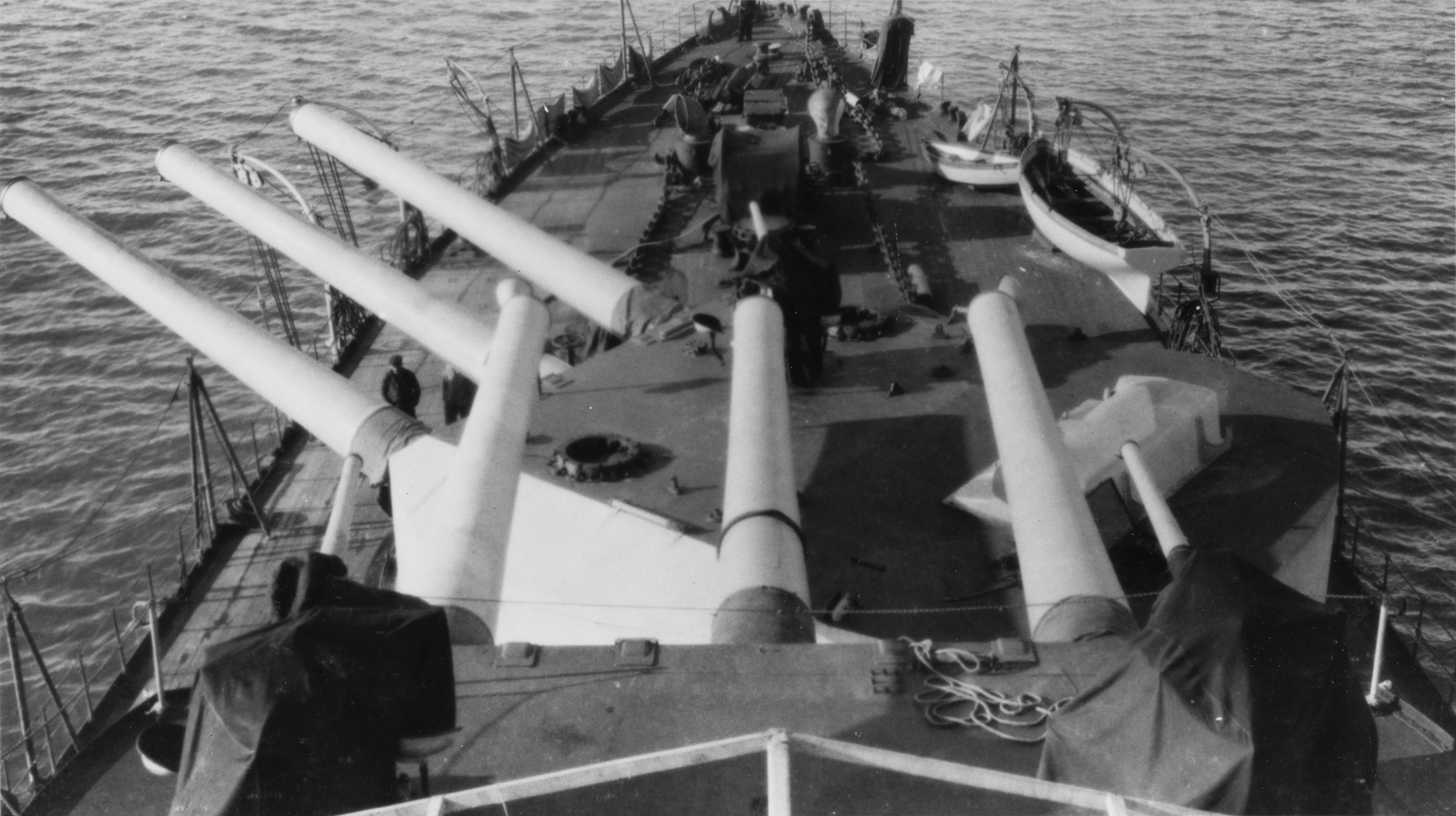
Os canhões dianteiros do Prinz Eugen

O armamento principal da Classe Tegetthoff foi construído pela Škoda-Werken em Plzeň, na Boêmia, e consistia de doze canhões Škoda K/10 calibre 45 de 305 milímetros montados em quatro torres de artilharia triplas. Duas torres ficavam à frente da superestrutura e as outras duas atrás, em ambos os casos com uma sobreposta a outra. A implementação das torres triplas ocorreu por dois motivos: a necessidade de que os navios tivessem um projeto compacto e um deslocamento menor a fim de cumprir as doutrinas navais e restrições orçamentárias austro-húngaras, além de contrapor a implementação de torres triplas do Dante Alighieri. Apesar dos italianos terem iniciado a construção do Dante Alighieri antes do início das obras em qualquer embarcação da Classe Tegetthoff, a Stabilimento Tecnico Triestino foi capaz de finalizar o Viribus Unitis antes do navio italiano, com o dreadnought austro-húngaro entrando em serviço em dezembro de 1912, um mês antes do Dante Alighieri. Isto fez dos couraçados da Classe Tegetthoff os primeiros do mundo com torres triplas, algo que a Áustria-Hungria muito se orgulhou.
Ter três canhões em cada torre de artilharia, em vez de dois, permitiu um poder de fogo lateral mais pesado que outros dreadnoughts de tamanho similar, a criação de uma cidadela menor e uma melhor distribuição de peso. A escolha da implementação de torres triplas também ajudou a acelerar a velocidade de construção dos dois primeiros navios, pois elas já estavam disponíveis devido ao fato da Škoda-Werken, na época, estar trabalhando em um projeto de torres tripas encomendado pela Marinha Imperial Russa.
Os armamentos secundários consistiam em doze canhões Škoda K/10 calibre 50 de 150 milímetros montados em casamatas à meia-nau e dezoito canhões Škoda K/10 calibre 50 de 66 milímetros montados em armações giratórias abertas no convés superior, acima das casamatas. Também haviam outros três canhões de 66 milímetros montados em cima das torres de artilharia superiores, designadas para funções antiaéreas. Outras duas metralhadoras antiaéreas Schwarzlose M.07/12 de 8 milímetros ficavam instaladas em cima das cúpulas dos telêmetros. Além disso, cada navio ainda tinha dois pequenos canhões Škoda G. L/18 de 66 milímetros e dois canhões Škoda SFK L/44 S de 47 milímetros para serem usados contra embarcações menores e rápidas, como submarinos e torpedeiros. Por fim, os couraçados foram equipado com quatro tubos de torpedo submersos de 533 milímetros, uma proa, uma na popa e um de cada lado. Cada navio geralmente carregava um suprimento de doze torpedos.

### Blindagem
Os navios da Classe Tegetthoff eram protegidos na linha d'água por um cinturão de blindagem que tinha 280 milímetros de espessura na área central da cidadela, onde as partes mais importantes da embarcação ficavam localizadas, como as salas de máquinas. Esse cinturão ficava entre os pontos médios das barbetas dianteira e traseira, depois do qual reduzia-se para uma espessura de 150 milímetros enquanto seguia na direção da proa e da popa, porém não chegava até as extremidades do couraçado. Ele continuava até a proa com um pequeno pedaço que tinha de 110 a 130 milímetros de espessura. O cinturão de blindagem superior tinha uma espessura máxima de 180 milímetros, porém afinava-se para 110 milímetros desde a barbeta dianteira até a proa. As blindagens das casamatas eram de 180 milímetros de espessura.
As laterais das torres de artilharia, barbetas e torre de comando eram protegidas por uma blindagem de 280 milímetros de espessura, exceto pelos tetos das torres de artilharia e comando, que tinham uma blindagem que ficava entre sessenta e 150 milímetros. A espessura dos conveses ia desde trinta milímetros até 48 milímetros em duas camadas. O sistema de proteção subaquático consistia da extensão do fundo duplo para cima até a extremidade inferior do cinturão de blindagem, com uma fina placa de dez milímetros atuando como a antepara mais externa. Atrás havia uma antepara de torpedos que era formada por duas placas de 25 milímetros. A espessura total do sistema era de apenas 1,6 metros, o que o fazia incapaz de conter a detonação de um torpedo ou explosão de uma mina naval sem romper-se.
Montecuccoli enviou, em meados de 1909, um oficial para a Seção Naval do Ministério da Guerra alemão, em Berlim, com o objetivo de obter as opiniões do almirante Alfred von Tirpitz sobre o projeto da Classe Tegetthoff. A Marinha Imperial Alemã realizou testes de artilharia e torpedos e concluiu que "O ângulo entre [o] convés blindado e o cinturão de blindagem deve ser o mais reto possível" e que "As anteparas de blindagem de torpedo devem estar inclinadas para dentro, a segunda antepara longitudinal para fora. A distância da antepara de torpedo em relação às placas externas deve ser aumentada de 2,5 para 4 metros". Popper adotou várias das sugestões apresentadas por Tirpitz sobre a disposição externa do cinturão de blindagem, porém as modificações internas sugeridas pelos alemães não foram implementadas.

### Avaliação

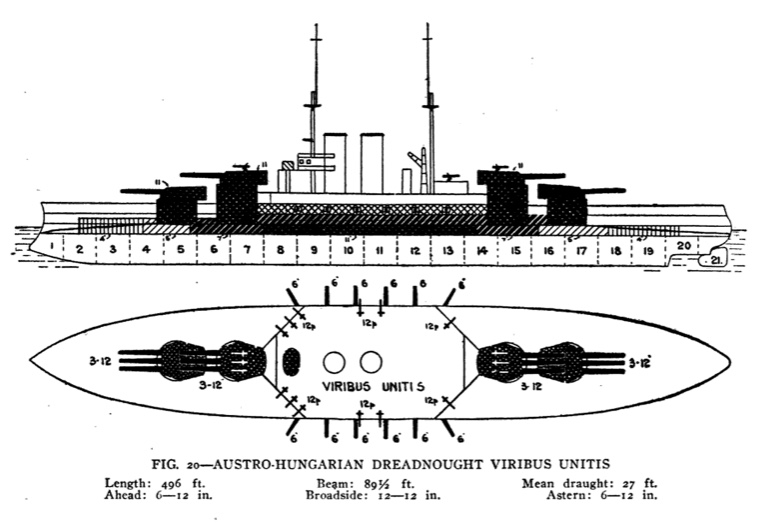
Desenho em linhas do Viribus Unitis

Os navios da Classe Tegetthoff eram menores que outros couraçados e super-couraçados contemporâneos da Marinha Real Britânica e da Marinha Imperial Alemã, porém foram os primeiros de seu tipo no Mediterrâneo e Adriático. O ex-oficial naval austro-húngaro Anthony Sokol, décadas depois, descreveu as embarcações como "navios excelentes" e que eles foram reconhecidos como alguns dos mais poderosos de seu tipo na região. Seu projeto representou uma mudança na política naval da Áustria-Hungria, pois eles eram capazes de muito mais do que apenas defesa costeira e patrulhamento do Mar Adriático. A Classe Tegetthoffs foi tão bem recebida pela Marinha Austro-Húngara que, quando chegou o momento de pensar em substitutos para a antiga Classe Monarch de navios de defesa costeira, ela escolheu pegar o projeto geral dos novos couraçados e aumentá-los em tamanho a fim de terem maior tonelagem e a capacidade de carregarem canhões maiores.
Mesmo assim, críticas contra o projeto das embarcações surgiram no decorrer dos anos. O autor Friedrich Prasky escreveu que "Os navios eram muito pequenos e tinham um alcance de estabilidade muito pequeno". O historiador naval Erwin Sieche destacou que "Já houve muitos deboches sobre o projeto ruim da Classe Tegetthoff e, particularmente, a má execução e rebitagem do Szent István". Rebitagem ruim já foi culpada pelo naufrágio do Szent István, com Karl Mohl, suboficial chefe das máquinas do Szent István, tendo relatado que os rebites do couraçado se soltaram durante o naufrágio. Além disso, relatos que surgiram depois dos testes marítimos do navio falavam que os rebites do fundo duplo do casco soltaram-se de seus encaixes durante os testes de artilharia. O naufrágio do Szent István também revelou várias falhas de projeto da blindagem. A comissão que investigou a perda da embarcação concluiu que "A distância entre a blindagem de minas e os paióis de munição de 15 cm era muito pequena e uma grande falha de projeto, que mais provavelmente causou o aumento do vazamento". Também foi descoberto depois do naufrágio que os eixos das hélices tinham um grau tão alto de resistência que o leme do couraçado só podia virar a um ângulo máximo de dez graus em velocidade máxima, do contrário o navio passaria a sofrer um adernamento sério.

## Navios
| Navio          | Construtor                     | Homônimo               | Batimento              | Lançamento             | Comissionamento        | Destino                          |
| -------------- | ------------------------------ | ---------------------- | ---------------------- | ---------------------- | ---------------------- | -------------------------------- |
| Viribus Unitis | Stabilimento Tecnico Triestino | "Com Forças Unidas"    | 24 de julho de 1910    | 24 de junho de 1911    | 5 de dezembro de 1912  | Afundado em novembro de 1918     |
| Tegetthoff     | Stabilimento Tecnico Triestino | Wilhelm von Tegetthoff | 24 de setembro de 1910 | 21 de março de 1912    | 14 de julho de 1913    | Desmontado entre 1924 e 1925     |
| Prinz Eugen    | Stabilimento Tecnico Triestino | Eugênio de Saboia      | 16 de janeiro de 1912  | 30 de novembro de 1912 | 8 de julho de 1914     | Afundado como navio-alvo em 1922 |
| Szent István   | Ganz-Danubius                  | Estêvão I da Hungria   | 29 de janeiro de 1912  | 17 de janeiro de 1914  | 13 de dezembro de 1915 | Afundado em junho de 1918        |

## Construção

### Sigilo
Os planos de Montecuccoli para os couraçados foram aprovados pelo imperador Francisco José em janeiro de 1909, com os planos para os projetos, construções e financiamento diante da crise orçamentária húngara sendo traçados até abril. O Almirantado Britânico, ao descobrir que a Áustria-Hungria estava planejando ou construindo uma nova classe de couraçados, considerou o projeto "uma adição oculta para a frota alemã" e interpretou as embarcações como o modo austro-húngaro de retribuir a Alemanha por seu apoio diplomático durante a crise da anexação da Bósnia em 1908. O Reino Unido estava na época em sua própria corrida armamentista naval contra a Alemanha, o que fez com que a Marinha Real Britânica enxergasse os navios austro-húngaros como uma trama de Tirpitz para superar a construção naval britânica, em vez de apenas o desenvolvimento mais recente da corrida armamentista naval entre Áustria-Hungria e Itália. A preocupação do Almirantado era tão grande sobre o real propósito dos couraçados que um espião foi enviado para Berlim quando o Reino Unido descobriu que Montecuccoli tinha despachado um oficial para conseguir as opiniões de Tirpitz sobre o projeto.
As preocupações britânicas continuaram a crescer, com o embaixador britânico sir Fairfax Leighton Cartwright perguntando, em abril de 1909, ao conde Alois Lexa von Aehrenthal, ministro das relações exteriores austro-húngaro, sobre os rumores da existência dos navios. Aehrenthal negou que as obras estavam ocorrendo, porém admitiu que planos para a construção de uma classe de dreadnoughts estavam sendo considerados. O ministro, em uma tentativa de garantir a Cartwright que a Áustria-Hungria não estava construindo embarcações para a Alemanha, justificou que qualquer expansão naval seria necessária a fim de garantir os interesses estratégicos da Áustria-Hungria no Mediterrâneo. A imprensa, público geral e políticos britânicos consideraram, na época, que a construção em potencial de quatro couraçados por parte dos austro-húngaros era uma provocação vinda da Alemanha. Entretanto, as suspeitas do Almirantado e dos políticos não foram capazes de convencer o Parlamento do Reino Unido que o governo alemão estava tentando usar a Classe Tegetthoff a fim de escalar a corrida armamentista naval entre os dois países. Winston Churchill, ao ser nomeado Primeiro Lorde do Almirantado em 1911, descartou por completo qualquer conluio em potencial entre alemães e austro-húngaros em relação aos couraçados.
A Marinha Austro-Húngara tentou manter o projeto como um segredo de estado durante um ano, mas isto não impediu que rumores se espalhassem pela Europa. O adido naval francês em Viena reclamou em 1910 sobre o enorme sigilo dentro da Marinha Austro-Húngara, que manifestava-se de diversas maneiras. Dentre estas estava uma proibição de fotografias em Pola, que seria a base para a Classe  Tegetthoff, e a quase constante observação por policiais. O jornal Arbeiter-Zeitung relatou os detalhes dos couraçados para o público aproximadamente um ano depois do projeto ter começado. O Partido Social Cristão, que apoiava a construção dos navios, agiu sob orientação da marinha e publicou em seu próprio jornal, o Reichspost, que o projeto secreto dos couraçados e os acordos financeiros relacionados eram verdadeiros. O Reichpost fez campanha por apoio ao projeto, citando como justificava as preocupações de segurança nacional da Áustria-Hungria com os dreadnoughts italianos em construção. O arquiduque Francisco Fernando também trabalhou para atrair apoio público depois da história ter saído, com a pequena mas crescente Liga Naval Austríaca fazendo o mesmo.

### Montagem

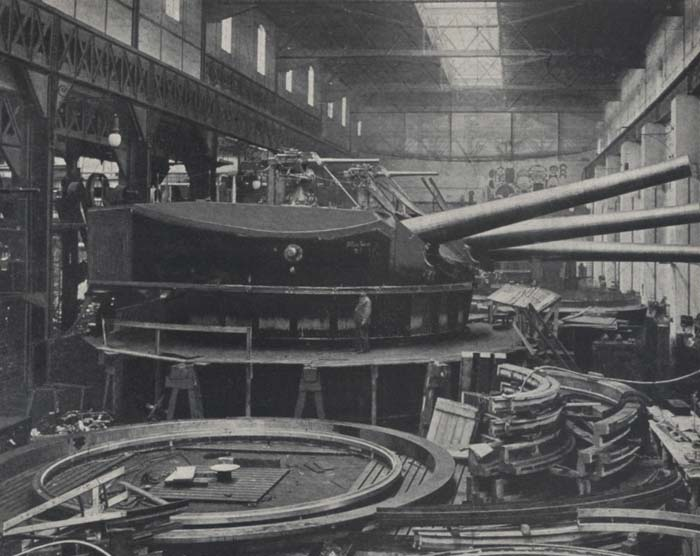
Montagem da primeira torre de artilharia do Viribus Unitis na Škoda-Werken em Plzeň

O batimento de quilha do primeiro navio da classe ocorreu formalmente no dia 24 de julho de 1910. Ele foi originalmente chamado apenas de "Couraçado IV" e suas obras iniciaram-se depois de meses de incertezas políticas e financeiras. A quilha da segunda embarcação, então chamada de "Couraçado V", foi batida dois meses depois em 24 de setembro. Suas obras começaram assim que ficou claro que Viena e Budapeste conseguiriam aprovar o orçamento necessário para financiar a construção dos quatro navios da classe. A construção dos dois primeiros couraçados prosseguiu tranquilamente até o final de 1910. Com a exceção de uma pequena greve dos trabalhadores em maio de 1911, as obras continuaram em um ritmo acelerado.
Discussões sobre os nomes dos couraçados começaram enquanto eles ainda estavam em construção. A Seção Naval do Ministério da Guerra inicialmente propôs nomear as embarcações como Tegetthoff, Prinz Eugen, Don Juan e Hunyadi. Jornais austríacos relataram durante a construção que um dos navios seria nomeado Kaiser Franz Joseph I, porém a marinha posteriormente revelou que não tinha intenção de renomear o cruzador já em serviço que tinha o nome do imperador. Francisco Fernando chegou a propor Laudon para o último couraçado da classe, em homenagem ao marechal de campo austríaco Ernst Gideon von Laudon. Francisco José acabou escolhendo o nome dos quatro: o primeiro seria nomeado Viribus Unitis, a partir de seu lema pessoal, que em latim significava "Com Forças Unidas"; o segundo seria Tegetthoff, em homenagem ao almirante austríaco Wilhelm von Tegetthoff, famoso por vencer a Batalha de Lissa em 1866 contra os italianos; o terceiro receberia o nome de Prinz Eugen, em homenagem ao príncipe Eugênio de Saboia, um general, político e herói nacional austríaco; enquanto o quarto e último couraçado receberia o nome de Szent István, em homenagem ao rei e santo Estêvão I da Hungria.
O Viribus Unitis foi lançado ao mar durante uma grande cerimônia realizada no dia 24 de junho de 1911, menos de um ano depois do início de suas obras, tendo a presença de Francisco Fernando e do general barão Moritz von Auffenberg, o ministro da guerra. Ele foi batizado pela arquiduquesa Maria Anunciata, a irmã de Francisco Fernando. A construção do "Couraçado VI", que tornaria-se o Prinz Eugen, começou sete meses depois em 16 de janeiro de 1912. Ele foi seguido algumas semanas depois em 29 de janeiro pelo "Couraçado VII", o Szent István. O lançamento do Tegetthoff ocorreu em 21 de março, depois do evento ter sido adiado pelo clima ruim em Trieste. Apesar de novas greves dos mecânicos que trabalhavam na montagem dos motores, em agosto de 1912 e março de 1913, o Prinz Eugen foi lançado em 30 de novembro.
A expansão dos estaleiros da Ganz-Danubius atrasou o lançamento do Szent István até 17 de janeiro de 1914. Era costume que o imperador ou seu herdeiro estivessem presentes para o lançamento de um importante navio de guerra, porém Francisco José estava muito fraco na época e Francisco Fernando recusou-se a comparecer por suas atitudes anti-húngaras. O imperador acabou enviando um telegrama de parabenização com o objetivo de evitar controvérsias, com a cerimônia em si tendo sido presidida pela arquiduquesa Maria Teresa. Também presentes na ocasião estavam o primeiro-ministro Tisza, o ministro das finanças János Teleszky, o ministro da corte imperial Stephan Burián von Rajecz e os oficiais do cruzador alemão SMS Breslau, que estava passando por reformas na Áustria-Hungria na época. Houve um acidente durante o lançamento em que a âncora de estibordo precisou ser abaixada, porém ela não tinha sido agrilhoada e acertou dois trabalhadores do estaleiro, matando um e seriamente ferindo o outro.

### Comissionamento

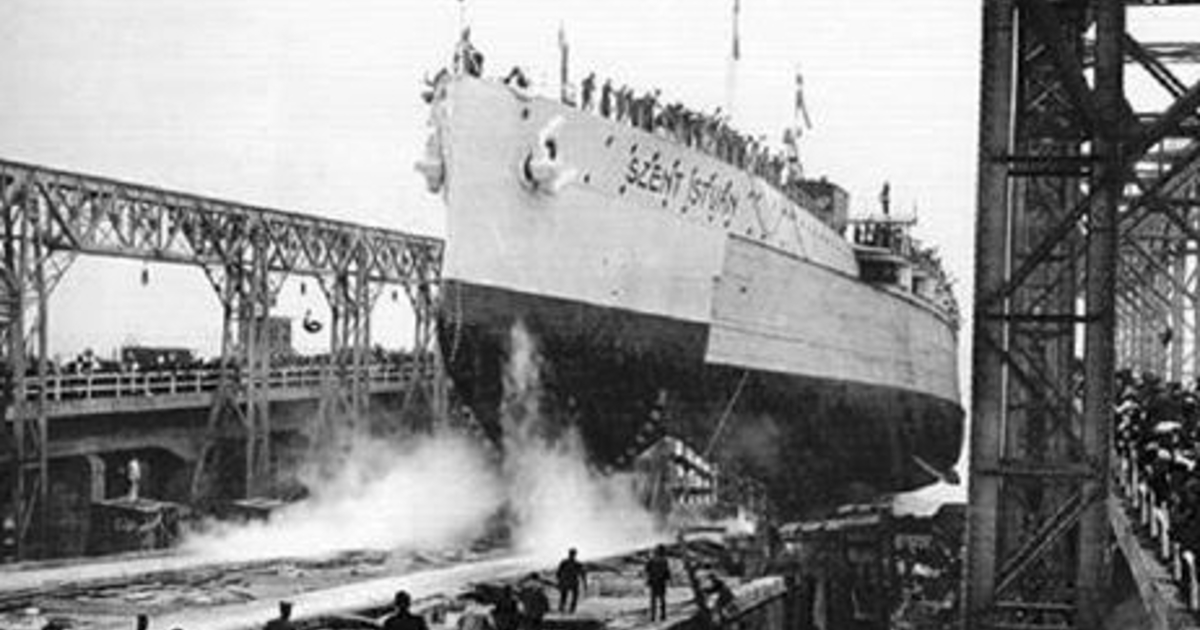
Lançamento do Szent István em janeiro de 1914

O Viribus Unitis foi comissionado no dia 5 de dezembro de 1912, sendo na época o navio de guerra mais caro já construído. A construção do italiano Dante Alighieri tinha começado antes, porém só foi comissionado em janeiro de 1913. Isto fez da Áustria-Hungria o sexto país do mundo a possuir um couraçado dreadnought, depois do Reino Unido, Alemanha, Brasil, Estados Unidos e Japão. Montecuccoli discursou para os parlamentos austríaco e húngaro em 15 de outubro e traçou sua visão para o papel que a Classe Tegetthoff teria na política naval do império. Ele declarou que a Áustria-Hungria tinha se tornado "uma potência do Mediterrâneo" devido ao comissionamento dos novos couraçados, tendo a esperança de que as novas embarcações ajudariam o país a "assumir seu devido lugar entre as potências do Mediterrâneo".
O comissionamento do Tegetthoff ocorreu pouco menos de um ano depois em 14 de julho de 1913. Durante seus testes de artilharia, a onda de choque do disparo de uma salva de seus canhões principais chegou a danificar as cabines dos oficiais do couraçado. Os testes marítimos do Prinz Eugen ocorreram entre os meses de março e abril de 1914 e ele foi comissionado na frota em 8 de julho de 1914, apenas dez dias depois do assassinato de Francisco Fernando em Sarajevo. Os trabalhos de equipagem do Szent István foram atrasados pelo início da Primeira Guerra Mundial, que começou um mês depois do assassinato de Francisco Fernando, com ele só sendo comissionado na frota austro-húngara no dia 13 de dezembro de 1915.

## História

### Pré-guerra

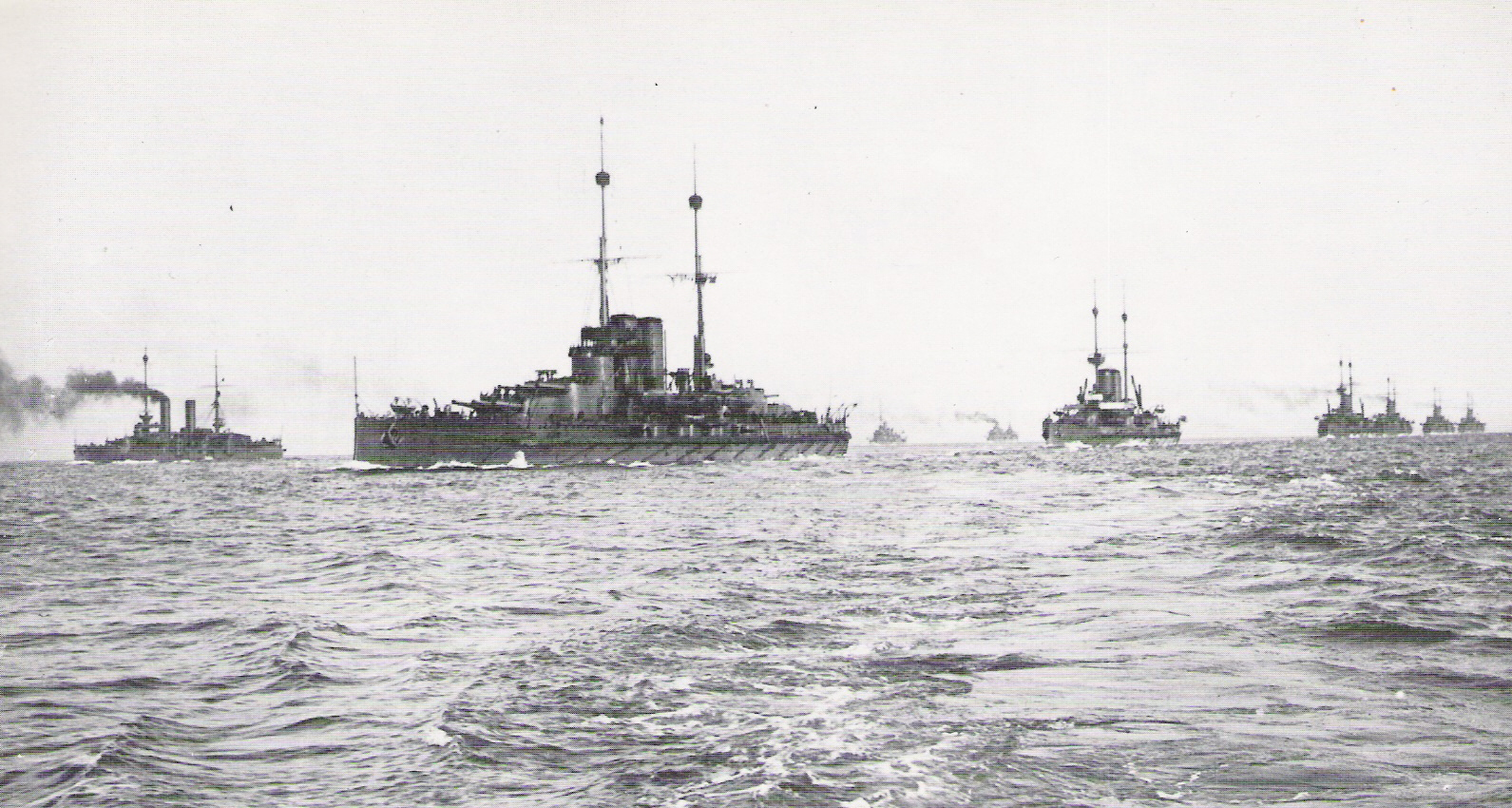
A frota de couraçados austro-húngaros em 1913, com o Viribus Unitis na vanguarda

A Classe Tegetthoff foi o orgulho da Marinha Austro-Húngara antes da Primeira Guerra Mundial, realizando várias viagens pelo Mediterrâneo e Adriático como membros da 1ª Divisão de Couraçados, sob o comando do vice-almirante Maksimilijan Njegovan. O Viribus Unitis e o Tegetthoff, junto com o pré-dreadnought Zrínyi e o navio de defesa costeira SMS Monarch, viajaram pelo Mediterrâneo Oriental, pelo Estreito da Sicília e pelo Levante no início de 1914, visitando os portos de Esmirna, Beirute, Alexandria e Malta. Os dois couraçados partiram de volta para Pola no dia 28 de maio. Ao retornarem, o Viribus Unitis foi encarregado de transportar Francisco Fernando para o Condomínio da Bósnia e Herzegovina. O plano era que o arquiduque acompanhasse exercícios militares e depois encontrasse com sua esposa Sofia, Duquesa de Hohenberg, para uma visita a Sarajevo, onde inaugurariam um museu. O navio levou o Francisco Fernando e Sofia de Trieste até o rio Neretva, onde embarcaram em um iate que os levou até a cidade. O arquiduque acompanhou os exercícios por três dias e em seguida encontrou com a esposa em Sarajevo, onde os dois foram assassinados no dia 28 de junho por Gavrilo Princip.
O vice-almirante Anton Haus, que em 1913 tinha substituído Montecuccoli como Comandante da Marinha, partiu de Pola ao saber do assassinato com uma frota de escolta formada pelo Tegetthoff, o cruzador de reconhecimento SMS Admiral Spaun e vários barcos torpedeiros. Os corpos de Francisco Fernando e Sofia foram transferidos para o Viribus Unitis, que estava ancorado esperando o retorno do arquiduque. O couraçado foi acompanhado pela frota de escolta de Haus durante sua jornada de volta para Trieste; toda a formação navegou lentamente ao longo do litoral, geralmente com terra a vista. Cidades e vilarejos litorâneos soaram os sinos de suas igrejas enquanto espectadores assistiam a frota passar. A morte de Francisco Fernando causou a Crise de Julho, que culminou com a Áustria-Hungria declarando guerra contra a Sérvia em 28 de julho.

### Primeira Guerra

#### Início

O Prinz Eugen em 1914

A Rússia declarou mobilização total de seu exército em 30 de julho em resposta à declaração de guerra da Áustria-Hungria contra a Sérvia. Os austro-húngaros fizeram o mesmo no dia seguinte. A Alemanha e a França ordenaram suas mobilizações em 1º de agosto, com os alemães declarando guerra contra a Rússia em apoio aos austro-húngaros. As relações entre Áustria-Hungria e Itália tinham melhorado muito desde a renovação, em 1912, do acordo da Tríplice Aliança, porém os gastos navais cada vez maiores por parte dos austro-húngaros, disputas políticas por influência sobre a Albânia e preocupação italiana sobre a possível anexação de Montenegro fizeram as relações entre os dois piorarem nos meses que precederam a guerra. A declaração de neutralidade italiana, feita em 1º de agosto, acabou com as esperanças austro-húngaras de usar a Classe Tegetthoff em grandes operações no Mediterrâneo, pois a marinha esperava contar com carvão italiano a fim de operar em conjunto com a Marinha Real Italiana. A Alemanha invadiu Luxemburgo e Bélgica no início de agosto, logo depois de ter declarado guerra contra a França, com o Reino Unido declarando guerra contra a Alemanha em apoio aos belgas.
A assistência da frota austro-húngara foi requerida pela Divisão Mediterrânea alemã, que era formada pelos cruzadores Breslau e SMS Goeben. Os navios alemães estavam tentando fugir de Messina, onde estavam se reabastecendo de carvão antes do início da guerra. Embarcações britânicas começaram a se reunir perto de Messina nas primeiras semanas de agosto em uma tentativa de prender os alemães. A Áustria-Hungria ainda não tinha mobilizado sua frota, porém uma força foi reunida; ela consistia nos três pré-dreadnoughts da Classe Radetzky, os três couraçados em comissão da Classe Tegetthoff, o Admiral Spaun, o cruzador blindado SMS Sankt Georg, seis contratorpedeiros e treze barcos torpedeiros. O alto-comando austro-húngaro não queria instigar uma guerra contra o Reino Unido, assim ordenou que sua frota evitasse as embarcações britânicas e apenas apoiasse os navios alemães abertamente enquanto estivessem em águas austro-húngaras. O Goeben e o Breslau partiram de Messina em 7 de agosto e a frota austro-húngara partiu para Brindisi a fim de encontrar-se com os alemães e escoltá-los até um porto aliado na Áustria-Hungria. Entretanto, o movimento alemão para o sul do Adriático era um subterfúgio para escapar da perseguição britânica e francesa, com os cruzadores fazendo a volta pelo sul da Grécia e indo para Dardanelos, onde seriam vendidos para o Império Otomano. A frota austro-húngara, em vez de acompanhar os alemães até o Mar Negro, voltou para Pola.

#### 1914–1915

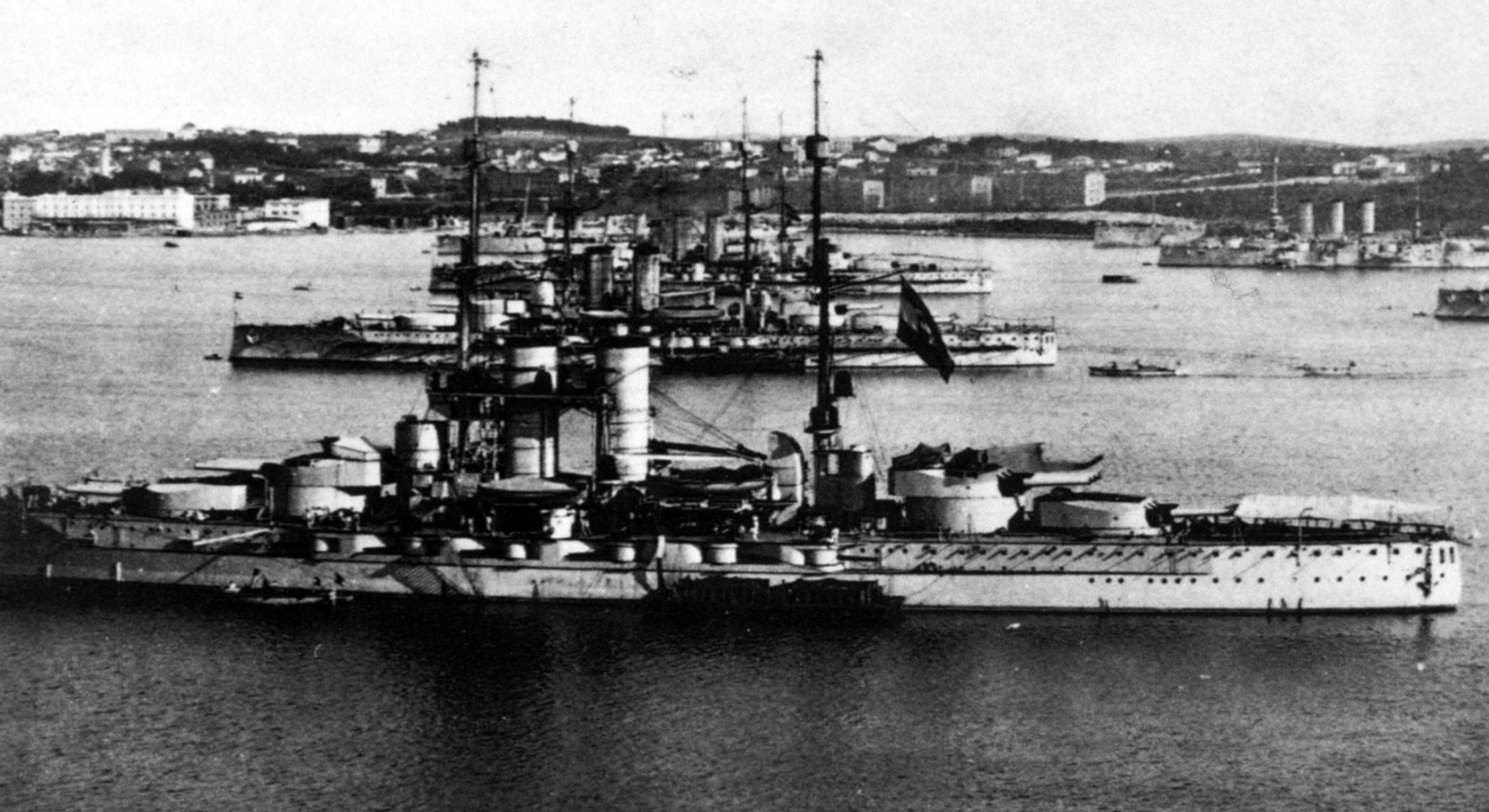
Os três primeiros couraçados da Classe Tegetthoff ancorados em Pola em 1915

A França e o Reino Unido declararam guerra contra a Áustria-Hungria em 11 e 12 de agosto, respectivamente, com o almirante francês Augustin Boué de Lapeyrère emitindo ordens para que a entrada do Adriático fosse fechada para todos os navios mercantes austro-húngaros, além de que sua frota anglo-francesa estava liberada para atacar quaisquer embarcações austro-húngaras que por acaso avistassem. Lapeyrère escolheu atacar os navios da Áustria-Hungria que estavam bloqueando Montenegro. A resultante Batalha de Antivari desfez o bloqueio e colocou a entrada do Mar Adriático sob controle britânico e francês.
Os navios tiveram pouco o que fazer depois da fuga do Goeben e do Breslau, passando boa parte de seu tempo na base naval de Pola. A inatividade geral da Marinha Austro-Húngara foi parcialmente causada pelo medo de minas no Adriático. Outros fatores também contribuíram; Haus temia que um confronto direto contra a Marinha Nacional Francesa, mesmo se bem-sucedido, iria enfraquecer a Marinha Austro-Húngara ao ponto de permitir livre operação italiana pelo Adriático. Esta era uma preocupação tão grande para Haus que ele escreveu em setembro de 1914 que "Enquanto existir a possibilidade da Itália declarar guerra contra nós, considero meu dever primordial manter nossa frota intacta". Sua decisão de usar a marinha como uma frota de intimidação foi muito criticada pelo Exército Austro-Húngaro, pela Marinha Imperial Alemã e pelo ministério das relações exteriores de seu próprio país. Por outro lado, isto fez com que boa parte das forças navais Aliadas fossem desviadas para o Mediterrâneo e Estreito de Otranto, forças que poderiam ter sido usadas em outros lugares, como por exemplo contra o Império Otomano na Campanha de Galípoli.
O fator mais importante que contribuiu para a Classe Tegetthoff passar a maior parte de seu tempo em Pola foi a escassez de carvão. O Reino Unido, antes da guerra, era o maior fornecedor de carvão da Áustria-Hungria. Nos anos que precederam a guerra, uma porcentagem cada vez maior de carvão tinha vindo de minas na Alemanha, Estados Unidos e de fontes internas, porém, ainda assim, por volta de 75% do carvão comprado pela Marinha Austro-Húngara era britânico. O início da guerra impossibilitou acesso a essas fontes e aquela dos Estados Unidos. Quantidades significativas de carvão tinham sido armazenadas antes da guerra, possibilitando que a marinha pudesse deixar o porto caso fosse necessário. Entretanto, a necessidade de garantir que as embarcações mais importantes, como a Classe Tegetthoff, tivessem o carvão necessário em caso de ataque italiano ou francês, ou ainda para operação ofensiva própria, fez com que os couraçados permanecessem atracados a menos que as circunstâncias exigissem sua ação.
A Alemanha sugeriu no início de 1915 que a Marinha Austro-Húngara deveria realizar um ataque contra a Barragem de Otranto, um bloqueio do Estreito de Otranto estabelecido por britânicos e franceses que tinha a intenção de impedir a operação de embarcações da Áustria-Hungria no Mediterrâneo. O objetivo desse ataque seria aliviar a pressão que o Império Otomano estava sofrendo no auge da Campanha de Galípoli. Haus rejeitou a ideia, argumentando que os franceses haviam recuado seu bloqueio até a extremidade sul do Mar Adriático e que nenhum dos navios anglo-franceses designados para o bloqueio tinham sido enviados para Dardanelos. Haus também era a favor de manter os couraçados austro-húngaros, especialmente a Classe Tegetthoff, na reserva para o caso da Itália entrar na guerra pelo lado dos Aliados. Ele acreditava que os italianos iriam romper sua aliança com a Alemanha e Áustria-Hungria, consequentemente, manter os navios em segurança possibilitaria que eles fossem usados rapidamente contra a Itália.

#### Ancona

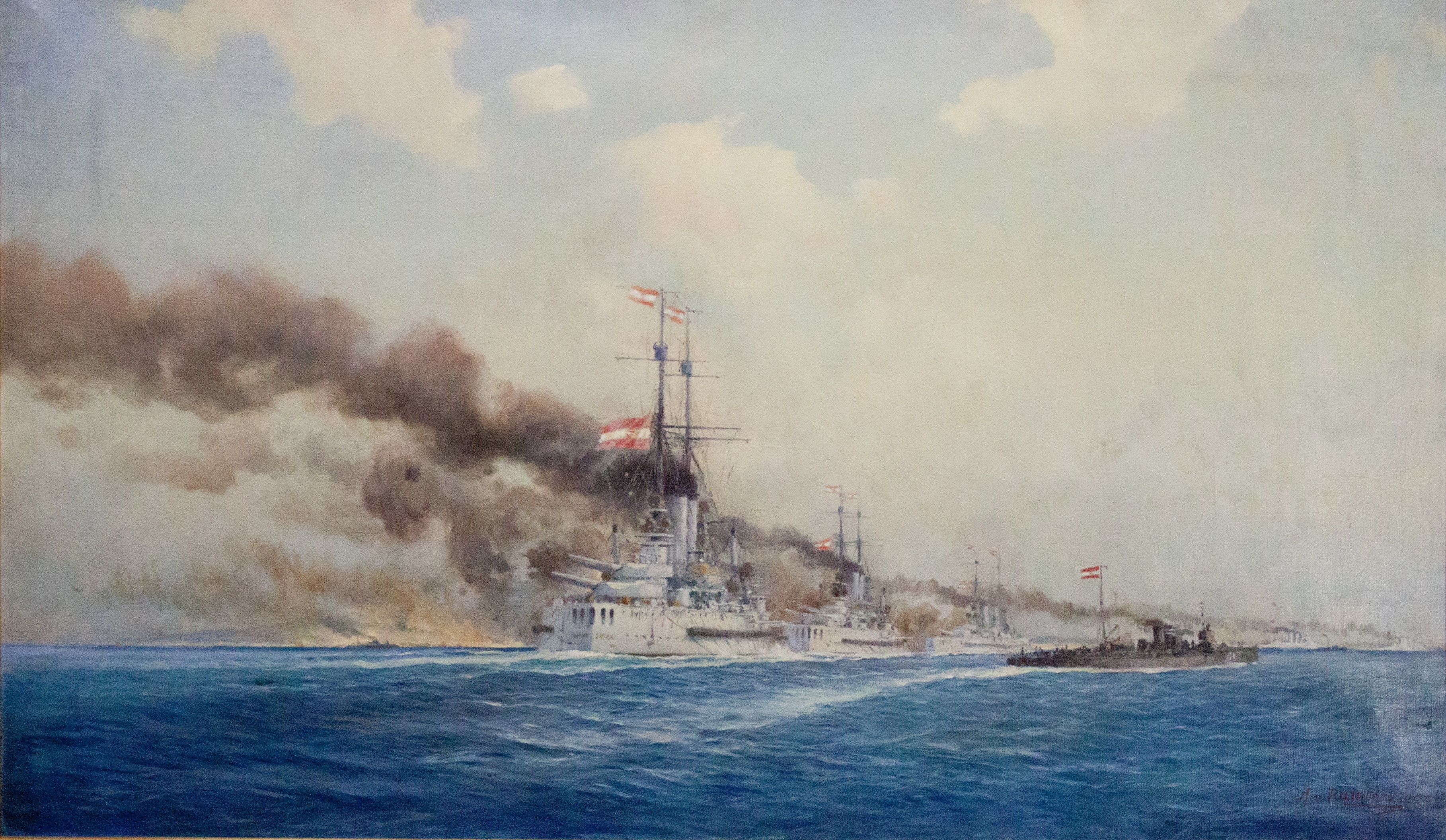
Pintura de August von Ramberg representando o Viribus Unitis, Tegetthoff e Prinz Eugen participando do bombardeio de Ancona em maio de 1915

A Alemanha e a Áustria-Hungria falharam em negociar a entrada da Itália na guerra como um membro dos Impérios Centrais, assim os italianos negociaram com os Aliados para sua entrada no conflito por meio do Tratado de Londres, assinado em 26 de abril de 1915. A Itália renunciou formalmente sua aliança com a Alemanha e Áustria-Hungria em 4 de maio, dando a todos um aviso adiantado de que os italianos estavam se preparando para entrar em guerra contra eles. Francisco José deu autorização, em 20 de maio, para a Marinha Austro-Húngara atacar navios italianos levando tropas no Adriático ou enviando suprimentos para Montenegro. Haus, enquanto isso, fez preparações a fim de enviar suas principais embarcações para o Adriático e realizar um grande ataque contra a Itália assim que a guerra fosse declarada. A declaração ocorreu em 23 de maio, com a frota austro-húngara, incluindo os primeiros três couraçados da Classe Tegetthoff, deixando Pola entre duas e quatro horas depois da declaração ter sido recebida, seguindo para bombardear a costa italiana.
Vários navios foram designados para bombardear alvos secundários ao longo da província de Ancona, enquanto outros foram enviados para o sul a fim cobrirem possíveis embarcações italianas que poderiam deixar Tarento e irem para o norte. Enquanto isso, a força principal da Marinha Austro-Húngara, liderada pela Classe Tegetthoff, foram bombardear a cidade de Ancona. A operação foi um grande sucesso, com um navio de carga italiano sendo destruído e outros três danificados; o contratorpedeiro Turbine foi afundado mais ao sul. A infraestrutura do porto de Ancona e as cidades vizinhas foram seriamente danificadas. O pátio ferroviário e instalações portuárias da cidade foram destruídos, enquanto baterias de defesa costeira foram desabilitadas. Vários molhes, armazéns, tanques de combustível, estações de rádio e depósitos de carvão e combustível foram incendiados, com linhas elétricas, telefônicas e de gás sendo cortadas. Dentro da própria cidade de Ancona, foram seriamente danificados o quartel-general da polícia, alojamentos militares, hospital militar, refinaria de açúcar e escritórios do Banco da Itália. Trinta soldados e 38 civis italianos foram mortos, com outros 150 sendo feridos no ataque.
Os navios austro-húngaros em seguida foram bombardear a costa de Montenegro, sem enfrentarem resistência; quando os italianos chegaram no local, os austro-húngaros já estavam de volta a Pola. O objetivo do bombardeio era retardar o Exército Real Italiano na implementação de suas forças ao longo da fronteira com a Áustria-Hungria. O ataque surpresa foi bem sucedido, retardando por duas semanas a movimentação de forças italianas nos Alpes. Isto concedeu tempo precioso para Áustria-Hungria fortalecer sua fronteira com a Itália e mover algumas de suas forças dos frontes oriental e balcânico. O bombardeio também derrubou a moral militar e pública italiana.

#### 1916–1917

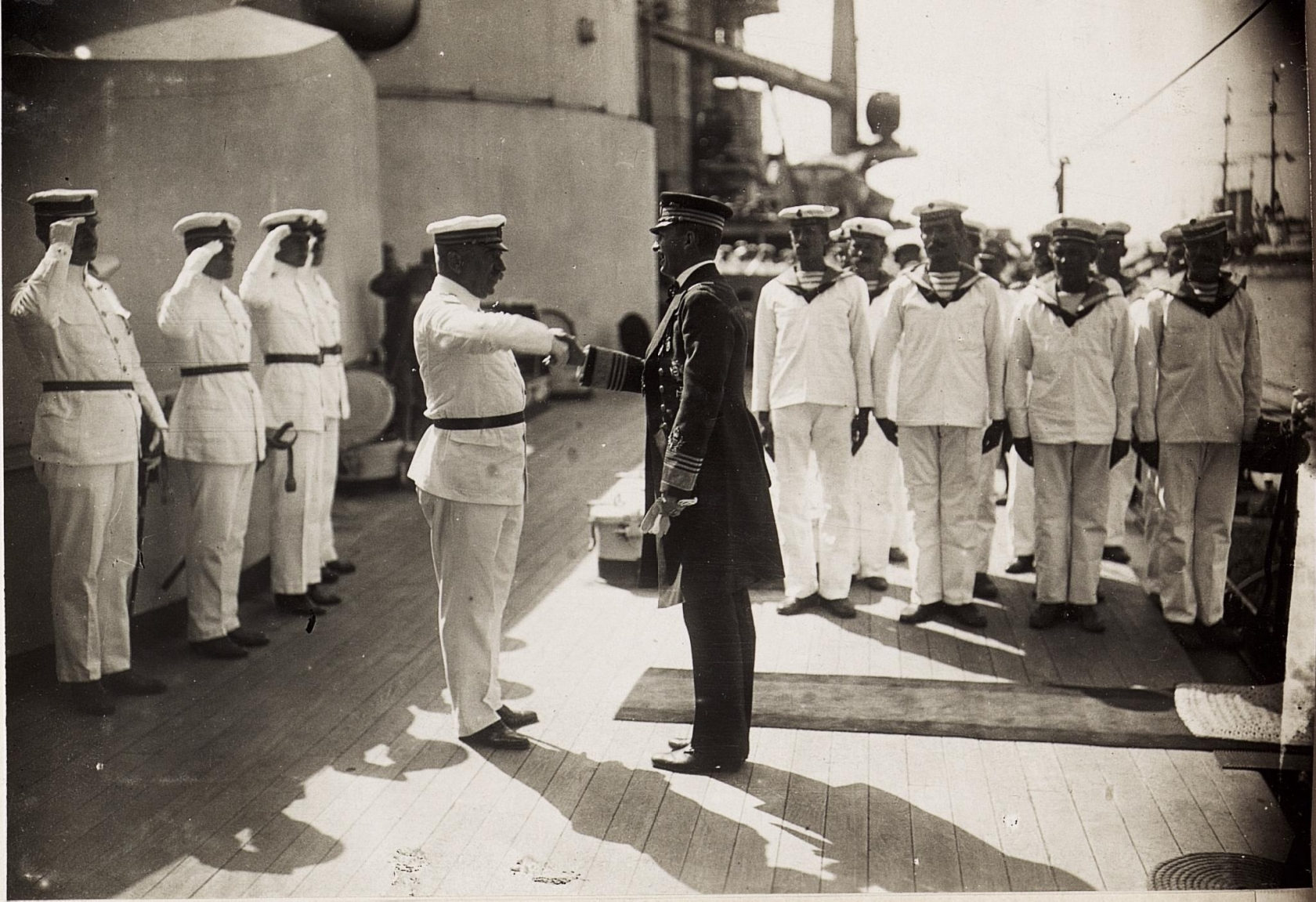
O imperador Carlos I fazendo uma revista no Viribus Unitis em 3 de junho de 1917

Devido à escassez de carvão e à Barragem de Otranto, os navios foram incapazes de participarem de grandes operações ofensivas depois do ataque a Ancona, assim foram relegados a defender o litoral da Áustria-Hungria. A falta de oportunidades de combate, ou mesmo instâncias que a Classe Tegetthoff deixou porto, é melhor exemplificada pela carreira do Szent István. O couraçado ainda não tinha sido comissionado quando seus irmãos participaram do bombardeio de Ancona, assim raramente deixou a base de Pola, exceto para exercícios de artilharia no Estreito de Fažana. Dos 937 dias em que serviu na Marinha Austro-Húngara, ele passou apenas 54 dias no mar e fez uma única viagem de dois dias de duração para a Ilha Pag. No total, apenas 5,7% de sua vida ocorreu no mar, com o restante tendo sido passado ancorado na base naval de Pola. O Szent István fez tão pouco e passou tão pouco tempo no mar que ele nunca precisou ir para uma doca seca a fim de ter seu casco limpo.
O imperador Carlos I, que sucedeu Francisco José em novembro de 1916, compareceu, em janeiro de 1917, a uma conferência militar no Castelo de Pless, em Pless na Prússia, junto com o imperador Guilherme II da Alemanha e membros do exército e marinha alemã. Haus, junto com outros membros do comando naval austro-húngaro de Pola, acompanharam Carlos com o objetivo de discutirem possíveis operações navais no Adriático e no Mediterrâneo para o ano de 1917. Haus morreu em 8 de fevereiro, alguns dias depois de voltar da conferência, a bordo do Viribus Unitis, sua capitânia. O imperador compareceu a seu funeral em Pola.
A estratégia de Haus para Marinha Austro-Húngara continuou depois de sua morte. Njegovan foi nomeado o novo Comandante da Marinha, enquanto o vice-almirante Anton Willenik assumiu o comando da 1ª Divisão de Couraçados, formada pelos quatro couraçados da Classe Tegetthoff. Njegovan tinha antes expressado sua frustração por não poder usar os navios. Ele tinha a sua disposição aproximadamente quatrocentas toneladas de carvão, mas escolheu continuar com a mesma estratégia de seu predecessor. A Áustria-Hungria, dessa forma, poderia continuar a defender seu litoral de bombardeamentos navais ou invasão ao manter o uso da Classe Tegetthoff como uma frota de intimidação. Os importantes portos de Trieste e Fiume também permaneceriam protegidos sob essa estratégia. Além disso, navios italianos atracados em Veneza ficaram presos pelo posicionamento da frota austro-húngara, impedindo que eles navegassem para o sul com o objetivo de fortalecer as forças dos Aliados na Barragem de Otranto.
Os momentos mais significativos dos couraçados da Classe Tegetthoff eram inspeções de dignitários. A primeira foi uma breve visita de Carlos em 15 de dezembro de 1916, quando ele inspecionou as instalações navais de Pola e o Szent István. O imperador retornou em junho de 1917 para a primeira revista formal da Marinha Austro-Húngara desde 1902. Esta foi uma ocasião mais grandiosa, com oficiais e marinheiros se alinhando nos conveses dos navios e o estandarte naval da Áustria-Hungria sendo hasteado em todos os mastros. Carlos recebeu várias ovações dos homens em Pola. A terceira visita de um dignitário ocorreu em 12 de dezembro do mesmo ano, quando Guilherme II inspecionou a base de submarinos de Pola e também reservou um tempo para inspecionar o Szent István. Além dessas visitas, as únicas ações que a base naval de Pola e a Classe Tegetthoff participaram desde o bombardeio de Ancona foi enfrentar mais de oitenta ataques aéreos realizados pelo recém-formado Corpo Aeronáutico Militar italiano.

#### 1918

O Tegetthoff ancorado em Pola

Njegovan foi tirado de seu posto em fevereiro de 1918, depois de um motim nas forças navais em Cattaro, porém foi anunciado apenas que ele estava se aposentando. Miklós Horthy, o comandante do Prinz Eugen, foi promovido a contra-almirante e nomeado o novo Comandante da Marinha. Sua promoção foi bem recebida pelo corpo de oficiais, que acreditavam que ele usaria a Marinha Austro-Húngara para enfrentar o inimigo. Entretanto, sua nomeação também criou algumas dificuldades. Sua idade relativamente jovem alienou muitos oficiais seniores, com as tradições navais da Áustria-Hungria incluindo uma regra informal de que nenhum oficial poderia servir sob o comando de alguém inferior em idade. Isto fez com que os comandantes da 1ª e 2ª Esquadra de Batalhas e da Flotilha de Cruzadores fossem forçados a se aposentar precocemente.
Horthy começou a reorganizar a marinha de acordo com sua visão, tendo grande apoio de Carlos. Os Estados Unidos, nessa época, já tinham declarado guerra contra a Alemanha e a Áustria-Hungria, tendo começado a enviar navios para apoiar franceses, britânicos e italianos no Mediterrâneo. Até então, os austro-húngaros tinham transportado suprimentos, tropas, doentes, feridos e equipamentos militares pelos vários portos do Adriático sem grande oposição dos Aliados. Os norte-americanos começaram a planejar uma ofensiva para varrer o Adriático e colocar vinte mil minas navais com o apoio do Reino Unido, França e Itália, porém essa ideia foi suspensa pela Ofensiva da Primavera alemã. Uma das últimas ordens de Njegovan tinha sido transferir várias embarcações menores e mais velhas para diferentes portos sob controle da Áustria-Hungria, deixando em Pola apenas os três pré-dreadnoughts da Classe Radetzky e os quatro couraçados da Classe Tegetthoff, que nessa altura estavam sob o comando do capitão Heinrich Seitz. Horthy realocou o maior número possível de navios de volta para Pola a fim de maximizar a ameaça da Marinha Austro-Húngara para os Aliados. Ele também aproveitou para tirar a frota do porto com o objetivo de realizarem exercícios de manobra e artilharia regularmente. Foram as maiores operações que a marinha tinha feito desde o início da guerra.
Esses exercícios foram realizados principalmente para restaurar a ordem depois de vários motins fracassados, mas também para preparar a frota para uma grande operação ofensiva. Horthy resolveu realizar uma grande ação da frota a fim de abordar a moral baixa e o tédio dos marinheiros, além de facilitar a saída de u-boots austro-húngaros e alemães do Adriático para o Mediterrâneo. Ele concluiu que a frota estava pronta depois de meses de exercícios, marcando a ofensiva para o início de junho de 1918.

#### Ataque de Otranto

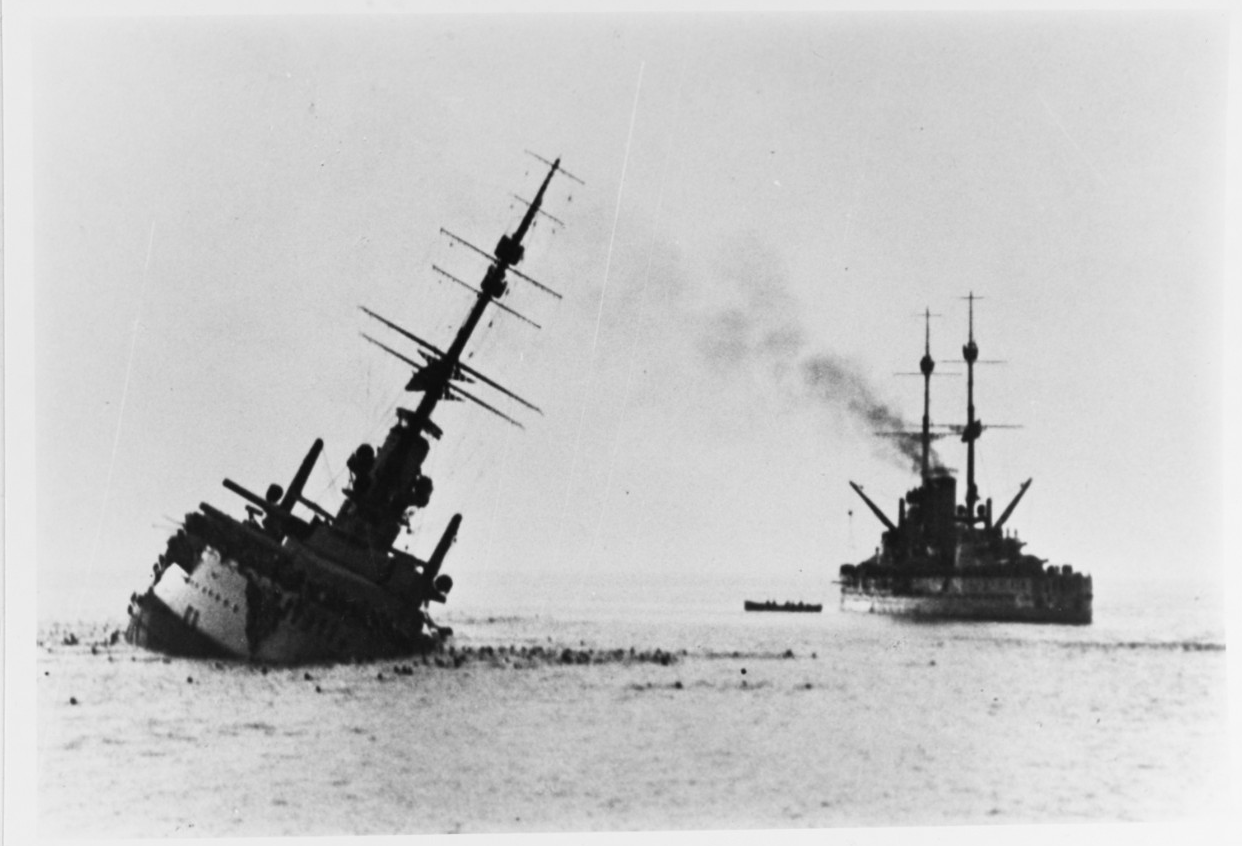
O Szent István afundando em 10 de junho, com o Tegetthoff resgatando os sobreviventes

Horthy estava determinado em atacar a Barragem de Otranto. Ele usou como base um assalto bem-sucedido que tinha realizado em maio de 1917, elaborando um enorme ataque contra as forças Aliadas em que os couraçados da Classe Tegetthoff seriam o maior componente. Eles seriam acompanhados pelos três pré-dreadnoughts da Classe Erzherzog Karl, os três cruzadores da Classe Novara, o cruzador Admiral Spaun, quatro contratorpedeiros da Classe Tátra e quatro barcos torpedeiros. U-boots e aviões também seriam empregados com o objetivo de caçar embarcações inimigas nos flancos da frota.
Em 8 de junho, Horthy levou o Viribus Unitis, sua capitânia, e o Prinz Eugen para o sul junto com os elementos principais de sua frota. O Tegetthoff e o Szent István, junto com suas escoltas, partiram no dia seguinte. O plano de Horthy envolvia o SMS Novara e o SMS Helgoland atacarem a barragem com o apoio dos contratorpedeiros da Classe Tátra. Enquanto isso, o Admiral Spaun e o SMS Saida seriam escoltados pelos barcos torpedeiros até Otranto para bombardearem estações navais e aéreas italianas. Os u-boots austro-húngaros e alemães iriam para Vlorë e Brindisi emboscar navios britânicos, franceses e norte-americanos que poderiam sair para enfrentar a frota austro-húngara, enquanto hidroaviões de Cattaro proporcionariam apoio aéreo. Os couraçados, especialmente os da Classe Tegetthoff, usariam seu poder de fogo para destruir a barragem e enfrentar quaisquer embarcações aliadas que encontrassem. Horthy esperava que a incursão desses navios fosse crucial para que conseguissem uma vitória decisiva.
O Tegetthoff e o Szent István, em 10 de junho, enquanto seguiam para Islana a fim de se encontrarem com o Viribus Unitis e o Prinz Eugen, tentaram chegar em velocidade máxima. Entretanto, as turbinas do Szent István superaqueceram e a velocidade precisou ser reduzida para doze nós (22 quilômetros por hora). O couraçado acabou produzindo um excesso de fumaça depois de tentar criar mais vapor para que a velocidade subisse para dezesseis nós (trinta quilômetros por hora). Por volta das 3h15min da manhã, as lanchas torpedeiras italianas MAS-15 e MAS-21 avistaram a fumaça das embarcações austro-húngaras enquanto retornavam de uma patrulha na costa da Dalmácia. O pelotão era comandado pelo capitão de corveta Luigi Rizzo, que anteriormente já tinha afundado, seis meses antes em Trieste, o navio de defesa de costa SMS Wien. As duas lanchas penetraram dentro da escolta e dividiram-se para enfrentarem os couraçados. O MAS-21 atacou o Tegetthoff, porém não conseguiu acertar seus torpedos. O MAS-15 disparou dois torpedos que acertaram o Szent István às 3h25min. O Tegetthoff achou que os torpedos foram disparados por submarinos, assim deixou a formação e começou a navegar em zigue-zague com o objetivo de esquivar de outras ataques. Ele disparou várias vezes contra aquilo que achou que eram periscópios.
Os torpedos acertaram na sala das caldeiras. A sala de ré inundou rapidamente e fez com que o navio adernasse dez graus a estibordo. Contrainundações reduziram a inclinação para sete graus, porém tentativas de usar esteiras de colisão para tapar os buracos falharam. O couraçado tentou navegar para a Baía de Brgulje, porém parou completamente a fim de dar potência adicional para as bombas d'água. A água continuou a vazar para a sala de caldeira de vante e acabou encharcando quase todas as caldeiras. Isto acabou com a potência das bombas e deixou eletricidade apenas para as luzes. As torres de artilharia foram viradas para bombordo a fim de tentar criar um contrapeso, com várias munições sendo jogadas na água. O Tegetthoff voltou às 4h45min e tentou rebocar o Szent István. Os tripulantes tentaram contrabalancear o couraçado ao se reunirem todos no lado bombordo, porém muita água estava entrando e as anteparas estanques já estavam falhando. O capelão realizou uma última benção e a tripulação do Tegetthoff foi para o convés a fim de saudar o navio naufragando. O Szent István emborcou e afundou perto de Premuda às 6h12min, levando consigo 89 mortos. O baixo número de mortos pode ser parcialmente atribuído à lentidão do naufrágio e o fato de que todos os marinheiros austro-húpungaros eram obrigados a aprenderem a nadar antes de entrar em serviço. O capitão Heinrich Seitz estava preparado para afundar com seu navio, porém foi salvo depois de ser jogado para fora da ponte de comando quando o Szent István emborcou.
Horthy, temendo mais ataques de lanchas ou contratorpedeiros italianos, além da chegada de possíveis couraçados Aliados, achou que o elemento surpresa tinha sido perdido e cancelou o ataque. Na verdade, as lanchas italianas estavam em uma patrulha de rotina e o plano austro-húngaro não tinha sido frustrado. Os italianos só descobriram que os couraçados austro-húngaros tinham deixado Pola mais tarde no mesmo dia, quando fotos de reconhecimento aéreo da base revelaram que eles não estavam mais lá. Mesmo assim, a perda do Szent István foi um golpe enorme contra a moral da marinha e a frota retornou para Pola, onde permaneceu pelo restante da guerra.

#### Fim da guerra

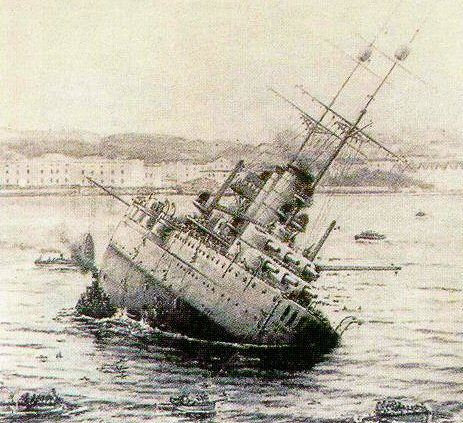
Desenho do Viribus Unitis afundando em Pola no dia 1º de novembro de 1918

Ficou claro em outubro de 1918 que a Áustria-Hungria estava a beira da derrota na guerra. O imperador Carlos, depois de diversas tentativas fracassadas de suprimir rebeldes nacionalistas, decidiu quebrar a aliança com a Alemanha e apelar aos Aliados em uma tentativa de preservar o império da ruína total. Os austro-húngaros informaram os alemães do fim de sua aliança em 26 de outubro. A Marinha Austro-Húngara em Pola estava a beira de se fragmentar em linhas nacionalistas e étnicas. Horthy foi informado em 28 de outubro que um armistício era iminente, usando essa notícia para manter a ordem e impedir um motim em toda frota. As tensões mesmo assim permaneceram altas entre toda a frota. A situação foi tão estressante para membros da marinha que o capitão Alexander Milosevic, comandante do Prinz Eugen, cometeu suicídio dentro de sua cabine no couraçado.
O auto-estabelecido Conselho Nacional de Zagreb anunciou, em 29 de outubro, que a Croácia estava cortando seus laços dinásticos com a Hungria. O conselho também pediu para que a Croácia e a Dalmácia se unificassem, com organizações eslovenas e bósnias jurando lealdade para o governo revolucionário recém-formado. Esse novo governo provisório, apesar de ter rejeitado o domínio húngaro, ainda não tinha declarado independência da Áustria-Hungria. Carlos então pediu para que o recém-declarado Estado dos Eslovenos, Croatas e Sérvios ajudasse o governo de Viena a cuidar da frota de Pola e manter a ordem dentro da marinha. O governo do Conselho Nacional recusou-se a ajudar a menos que a Marinha Austro-Húngara fosse colocada sob seu comando. O imperador concordou com a transferência, ainda tentando impedir que seu império se desfizesse, contanto que as outras "nações" que formavam a Áustria-Hungria pudessem posteriormente reivindicar sua parte da frota. Todos os marinheiros que não eram de origem eslovena, croata, sérvia ou bósnia foram colocados temporariamente na reserva, enquanto aos oficiais foi dada a escolha de juntarem-se a nova marinha ou aposentarem-se.
O governo austro-húngaro decidiu transferir pacificamente a maior parte de sua frota para o Estado dos Eslovenos, Croatas e Sérvios. Isto foi considerado uma melhor opção do que entregá-la para os Aliados, pois o novo país tinha declarado neutralidade e não tinha derrubado Carlos, assim ainda existia a possibilidade de reformar o império em uma monarquia tripla. A transferência começou na manhã de 31 de outubro, com Horthy encontrando-se com representantes iugoslavos a bordo do Viribus Unitis. Arranjos foram acordados e a transferência foi completada durante a tarde. O estandarte naval austro-húngaro foi tirado do Viribus Unitis, seguido pelos outros navios no porto. Horthy levou consigo de sua cabine pessoal para fora do couraçado um retrato de Francisco José, que o falecido imperador tinha presenteado a embarcação, um estandarte cerimonial de seda e sua própria bandeira de almirante. O Viribus Unitis depois disso foi renomeado para Jugoslavija. O controle do navio ficou com o capitão Janko Vuković, que foi elevado para a patente de contra-almirante a assumiu as responsabilidades de Comandante da Marinha do Estado dos Eslovenos, Croatas e Sérvios.
A Itália ainda não sabia da transferência em 1º de novembro, assim dois marinheiros da Marinha Real Italiana, Raffaele Paolucci e Raffaele Rossetti, conseguiram navegar um torpedo tripulado primitivo até a base naval de Pola. Eles passaram no meio de vários navios e encontraram o Jugoslavija por volta das 4h40min da manhã. Rossetti colocou uma caixa de explosivos no casco do couraçado e a programou para explodir às 6h30min, então inundou uma segunda caixa e a fez afundar até o fundo do porto, próxima do navio. Eles foram descobertos por um vigia e aprisionados logo em seguida. Os dois foram levados para a bordo do Jugoslavija, onde descobriram sobre a transferência da frota e informaram a Vuković o que tinham feito, porém não revelaram a localização dos explosivos. O almirante mandou que os italianos fossem levados para o Tegetthoff e ordenou a evacuação total do Jugoslavija. A explosão não aconteceu às 6h30min e Vuković achou que os italianos tinham mentido, assim voltou para a embarcação com vários marinheiros. Os explosivos detonaram às 6h44min e o couraçado afundou em quinze minutos, com Vuković e por volta de quatrocentos marinheiros morrendo. O segundo explosivo detonou próximo do Wien, que também afundou. Paolucci e Rossetti permaneceram como prisioneiros por alguns dias até o fim da guerra.

### Pós-guerra

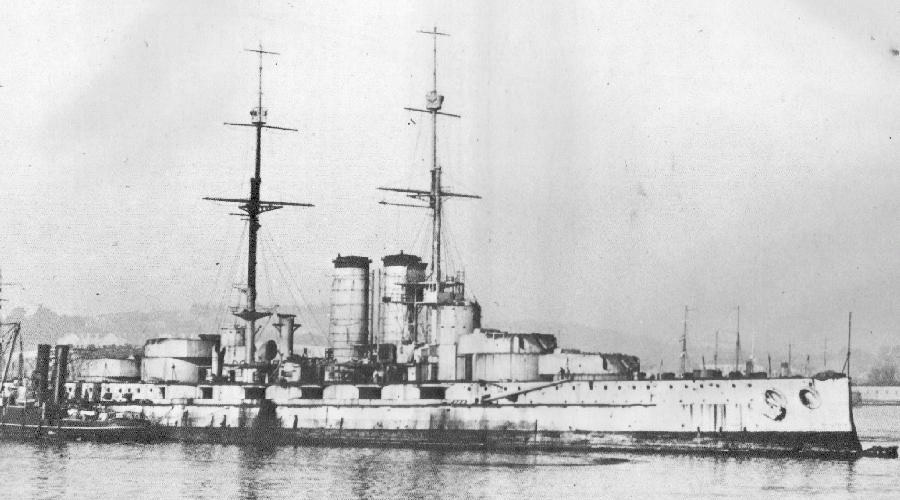
O Prinz Eugen sob domínio francês c. 1920, com todos os seus canhões removidos

O Armistício de Villa Giusti, assinado entre a Itália e Áustria-Hungria em 3 de novembro, não reconheceu a transferência dos navios de guerra austro-húngaros para o Estado dos Eslovenos, Croatas e Sérvios. Consequentemente, embarcações italianas foram para os portos de Trieste, Pola e Fiume no dia seguinte, com tropas italianas ocupando as instalações navais de Pola no dia 5. Apesar do Estado dos Eslovenos, Croatas e Sérvios ter tentado manter o controle dos navios, eles não possuíam marinheiros e oficiais suficientes para isso, pois muitos daqueles que não eram iugoslavos já tinham ido embora para casa. O Conselho Nacional não ordenou resistência contra os italianos, mas também condenou as ações da Itália como sendo ilegítimas. A bandeira italiana foi hasteada em todos os navios restantes no porto de Pola em 9 de novembro. Os Aliados concordaram, durante uma conferência realizada em Corfu na Grécia, que a transferência da Marinha Austro-Húngara não poderia ser aceita, mesmo com o Reino Unido expressando certa simpatia. O Conselho Nacional finalmente concordou em entregar os navios a partir do dia 10, tendo enfrentado a perspectiva de receber um ultimato dos Aliados pela devolução.
A distribuição final dos navios entre os países Aliados só foi ser resolvida em 1919, pelos termos do Tratado de Saint-Germain-en-Laye de 10 de setembro. Dos dois couraçados restantes da Classe Tegetthoff, o Prinz Eugen foi cedido para a França. A Marinha Nacional Francesa removeu os armamentos principais para inspeção e depois usou a embarcação como alvo de tiro. Ele primeiro foi sujeito a um teste de bombardeamento aéreo, sendo depois afundado pelos couraçados Paris, Jean Bart e France perto de Toulon em 28 de junho de 1922, exatamente oito anos depois do assassinato do arquiduque Francisco Fernando. O Tegetthoff foi cedido para a Itália, com ele e o pré-dreadnought SMS Erzherzog Franz Ferdinand sendo escoltados para Veneza em março de 1919, com a bandeira italiana hasteada em seus mastros, onde foram exibidos como troféus de guerra. Depois disso o Tegetthoff foi usado no filme Eroi dei Nostri Mari, em que representou o naufrágio do Szent István. Ele foi desmontado em La Spezia entre 1924 e 1925, depois do assinatura do Tratado Naval de Washington em 1922. Os destroços do Viribus Unitis foram desmontados no porto de Pola entre 1920 e 1930.

## Legado
Depois da guerra, a lancha MAS-15 foi instalada no Monumento a Vítor Emanuel II em Roma, como parte do Museu Central do Risorgimento, por seu papel no naufrágio do Szent István. O aniversário do afundamento, 10 de junho, é desde então celebrado pela Marinha Real Italiana e sua sucessora, a Marinha Militar, como o dia oficial da marinha. Os destroços do Szent István foram localizados pela Marinha Iugoslava na década de 1970. Ele está de cabeça para baixo a uma profundidade de 66 metros. Sua proa quebrou quando o couraçado bateu no fundo do mar, estando ao lado do resto do casco incrustado. Os dois buracos dos torpedos estão visíveis na lateral, assim como outro buraco que pode ter sido de um dos torpedos disparados pelo MAS-21 contra o Tegetthoff. O local dos destroços está sob proteção do Ministério da Cultura da Croácia.
Adolf Hitler usou a história naval austro-húngara a fim de obter o apoio público austríaco após a anexação da Áustria pela Alemanha Nazista em março de 1938. Dessa forma, ele decidiu dar um nome que soasse "austríaco" para um cruzador pesado alemão que estava em construção na época. O navio inicialmente seria chamado de Tegetthoff, porém surgiram preocupações de que isso poderia insultar a Itália e Benito Mussolini, pois Wilhelm von Tegetthoff tinha vencido a Batalha de Lissa contra os italianos, assim a Marinha de Guerra alemã nomeou a embarcação como Prinz Eugen. Ele foi lançado ao mar em agosto de 1938, com Hitler e o governador austríaco Arthur Seyss-Inquart tendo comparecido a cerimônia. Também presente estava Horthy, então Regente da Hungria e ex-comandante do Prinz Eugen austríaco, com sua esposa Magdolna tendo realizado o batismo da nova embarcação. Como homenagem ao Tegetthoff, o sino original do couraçado foi presenteado pela Marinha Real Italiana para o cruzador Prinz Eugen em novembro de 1942. O sino foi resgatado depois do fim da Segunda Guerra Mundial e está desde então em exibição em Graz, na Áustria.

### Citações
1. ↑   Sondhaus 1994, p. 170
2. ↑   Vego 1996, p. 38
3. ↑   Vego 1996, pp. 38–39
4. ↑   Sokol 1968, pp. 68–69
5. 1 2   Sokol 1968, p. 68
6. 1 2 3   Sondhaus 1994, p. 144
7. ↑   Vego 1996, p. 43
8. 1 2 3 4 5 6   Sondhaus 1994, p. 194
9. ↑   Sokol 1968, p. 158
10. 1 2   Sondhaus 1994, p. 128
11. 1 2   Sondhaus 1994, p. 173
12. 1 2   Vego 1996, p. 39
13. ↑   Kiszling 1953, p. 234
14. ↑   Vego 1996, p. 56
15. ↑   Sokol 1968, pp. 150–151
16. ↑   Vego 1996, p. 53
17. 1 2 3 4   Sondhaus 1994, p. 183
18. ↑   Vego 1996, pp. 62, 69
19. ↑   Vego 1996, p. 59
20. 1 2   Sieche 1991, p. 113
21. ↑   Scheltema de Heere 1973, p. 77
22. ↑   Sieche 1991, p. 114
23. ↑   Gebhard 1968, p. 252
24. ↑   Sondhaus 1994, pp. 191–192
25. ↑   Hötzendorf 1925, p. 360
26. ↑   Sondhaus 1994, pp. 192–193
27. 1 2 3   Sondhaus 1994, p. 192
28. 1 2 3   Sieche 1991, p. 116
29. ↑   Vego 1996, p. 62
30. ↑   Gebhard 1968, pp. 203–204
31. 1 2   Sieche 1991, p. 115
32. 1 2 3   Sondhaus 1994, p. 195
33. ↑   Gebhard 1968, p. 211
34. 1 2   Sondhaus 1994, pp. 195–196
35. ↑   Vego 1996, p. 70
36. 1 2 3 4 5 6 7   Sieche 1991, p. 133
37. 1 2 3 4   Sieche 1991, p. 137
38. ↑   Sieche 1991, pp. 133–137
39. ↑   Earle 1913, p. 1322
40. 1 2 3 4 5 6 7 8 9   Sieche 1985a, p. 334
41. ↑   Noppen 2012, p. 22
42. ↑   Sieche 1991, p. 143
43. ↑   Preston 2002, p. 62
44. 1 2   Sieche 1991, pp. 132–133
45. 1 2 3   Sieche 1991, p. 135
46. ↑   Sieche 1991, p. 118
47. ↑   Sieche 1991, p. 119
48. ↑   Sokol 1968, p. 69
49. ↑   Greger 1976, pp. 25–26
50. 1 2   Prasky 1978, p. 105
51. ↑   Scheltema de Heere 1973, pp. 82–83
52. 1 2   Prasky 1978, p. 106
53. ↑   Bridge 2002, p. 330
54. ↑   Koudelka 1987, pp. 116–118
55. ↑   Vego 1996, pp. 57–58
56. ↑   Halpern 1971, p. 41
57. ↑   Halpern 1971, p. 160
58. ↑   Halpern 1971, pp. 156, 160
59. ↑   Sondhaus 1994, pp. 198–201
60. ↑   Vego 1996, p. 83
61. ↑   Sondhaus 1994, p. 198
62. ↑   Greger 1976, p. 25
63. ↑   Sondhaus 1994, p. 201
64. ↑   Sieche 1991, pp. 116, 120
65. ↑   Kiszling 1953, p. 163
66. ↑   Sondhaus 1994, p. 208
67. ↑   Gill 1914, p. 191
68. ↑   Gill 1914, p. 1176
69. 1 2 3 4   Sondhaus 1994, p. 244
70. ↑   Gill 1914, p. 828
71. ↑   Noppen 2012, p. 23
72. ↑   Halpern 1971, pp. 223–224
73. ↑   Dedijer 1966, pp. 9, 285
74. ↑   Albertini 1953, p. 36
75. ↑   Stevenson 1996, p. 12
76. ↑   Sondhaus 1994, p. 245
77. ↑   Sondhaus 1994, pp. 232–234
78. ↑   Sondhaus 1994, pp. 245–246
79. ↑   Sondhaus 1994, p. 246
80. ↑   Halpern 1995, p. 53
81. ↑   Sondhaus 1994, pp. 248–249
82. ↑   Halpern 1995, p. 54
83. ↑   Sondhaus 1994, pp. 249, 258–259
84. ↑   Koburger 2001, pp. 33, 35
85. ↑   Sondhaus 1994, p. 251
86. 1 2 3   Halpern 1995, p. 144
87. ↑   Sondhaus 1994, p. 260
88. ↑   Halpern 1987, p. 30
89. 1 2   Sondhaus 1994, p. 261
90. ↑   Sondhaus 1994, pp. 380–381
91. ↑   Sondhaus 1994, pp. 266–267
92. ↑   Sondhaus 1994, pp. 269–270
93. ↑   Sondhaus 1994, p. 272
94. 1 2   Sokol 1968, p. 107
95. ↑   Sokol 1968, pp. 107–108
96. ↑   Sondhaus 1994, pp. 274–275
97. ↑   Hore 2006, p. 180
98. ↑   Sokol 1968, p. 109
99. ↑   Sondhaus 1994, p. 276
100. ↑   Sokol 1968, p. 71
101. ↑   Sieche 1991, pp. 123, 133
102. ↑   Sondhaus 1994, p. 294
103. ↑   Sondhaus 1994, p. 304
104. ↑   Sondhaus 1994, pp. 294–295
105. ↑   Sieche 1991, p. 122
106. ↑   Sondhaus 1994, p. 309
107. ↑   Sieche 1991, pp. 120, 122–123
108. ↑   Sondhaus 1994, p. 326
109. ↑   Halpern 1987, p. 439
110. ↑   Sondhaus 1994, p. 329
111. ↑   Sondhaus 1994, pp. 330, 333
112. ↑   Sondhaus 1994, p. 334
113. 1 2   Koburger 2001, p. 104
114. ↑   Halpern 1987, p. 501
115. 1 2 3 4   Sondhaus 1994, p. 335
116. ↑   Sokol 1968, p. 134
117. ↑   Sokol 1968, p. 135
118. 1 2 3   Sieche 1991, pp. 127, 131
119. ↑   Noppen 2012, p. 42
120. 1 2   Sokol 1968, pp. 134–135
121. 1 2   Sondhaus 1994, p. 336
122. ↑   Sondhaus 1994, pp. 350–351
123. ↑   Sondhaus 1994, pp. 351–352
124. 1 2   Sondhaus 1994, p. 352
125. 1 2   Sokol 1968, pp. 136–137, 139
126. ↑   Koburger 2001, p. 118
127. ↑   Sondhaus 1994, pp. 353–354
128. 1 2   Warhola 1998
129. ↑   Noppen 2012, p. 44
130. ↑   Sokol 1968, p. 139
131. ↑   Halpern 1987, p. 567
132. ↑   Sieche 1985b, p. 137
133. ↑   Sieche 1985b, pp. 138–140
134. ↑   Sondhaus 1994, pp. 357–359
135. ↑   Noppen 2012, p. 45
136. ↑   Prasky 1978, p. 107
137. ↑   Sieche 1991, p. 131
138. ↑   Sieche 1991, pp. 138, 142
139. ↑   Guérin & Ulrike 2013, p. 46
140. ↑   Sondhaus 1994, p. 363
141. ↑   Schmalenbach 1971, pp. 121–122
142. ↑   Gröner 1990, p. 67
143. ↑   Koop & Schmolke 1992, p. 146
144. ↑   Koop & Schmolke 1992, pp. 182–183
145. ↑   Koop & Schmolke 1992, p. 160